# Deutsche Sprache
Die deutsche Sprache oder Deutsch [dɔɪ̯tʃ] ist eine westgermanische Sprache, die weltweit etwa 90 bis 105 Millionen Menschen als Muttersprache und weiteren rund 80 Millionen als Zweit- oder Fremdsprache dient.
Das Deutsche ist eine plurizentrische Sprache, enthält also mehrere Standardvarietäten in verschiedenen Regionen. Ihr Sprachgebiet umfasst Deutschland, Österreich, die Deutschschweiz, Liechtenstein, Luxemburg, Ostbelgien, Südtirol, das Elsass und den Nordosten Lothringens sowie Nordschleswig. Außerdem ist Deutsch eine Minderheitensprache in einigen europäischen und außereuropäischen Ländern, z. B. in Rumänien und Nationalsprache im afrikanischen Namibia. Deutsch ist die meistgesprochene Muttersprache in der Europäischen Union (EU).
Ursprünglich bestand eine Vielzahl von Mundarten innerhalb eines Dialektkontinuums, das sich aufgrund der zweiten (hochdeutschen) Lautverschiebung in hochdeutsche (oberdeutsche und mitteldeutsche) und niederdeutsche Mundarten einteilen lässt. Da die niederdeutsche Sprache außerhalb des Hochdeutschen steht, ist sie oft nicht mitgemeint, wenn von „der deutschen Sprache“ die Rede ist. Teilweise wird Niederdeutsch bzw. „Platt“ aber auch als Dialekt des Deutschen behandelt.
Die deutsche Standardsprache ist mit ihren Standardvarietäten bundesdeutsches Deutsch, österreichisches Deutsch und schweizerisches Deutsch das Ergebnis bewusster sprachplanerischer Eingriffe. Das Standarddeutsche überspannt als Dachsprache den Großteil der Mundarten des Dialektkontinuums. Eine Ausnahme sind z. B. die Luxemburger Dialekte, die nunmehr unter Letzebuergesch und somit nur noch indirekt als Deutsch zusammengefasst werden.
Die wissenschaftliche Disziplin, die die deutsche Sprache und deutschsprachige Literatur in ihren historischen und gegenwärtigen Formen behandelt, wird Germanistik genannt (dieser Ausdruck bezieht sich also meist nicht auf die germanischen Sprachen insgesamt).

## Definition
Unter dem Begriff „deutsche Sprache“ wird heute primär die auf der Grundlage von mitteldeutschen und oberdeutschen Dialekten entstandene hochdeutsche Standardsprache (Standardhochdeutsch) verstanden. Die Dialekte (Mundarten) des Dialektkontinuums werden dagegen nur teilweise von dieser Sprache überdacht.
Zum Deutschen werden darüber hinaus die historischen Vorgängersprachen Althochdeutsch (Sprachcodes nach ISO 639-2, 639-3: goh) und Mittelhochdeutsch (Sprachcodes nach ISO 639-2, 639-3: gmh) gezählt sowie neuere umgangssprachliche Varietäten oder Mischsprachen (z. B. Missingsch) innerhalb des Geltungsbereiches der deutschen Standardsprache.
Das Luxemburgische sowie manche Auswandererdialekte (z. B. Pennsylvania Dutch) oder Übergangsdialekte gehen zurück auf Varietäten des Dialektkontinuums.
Das Jiddische, das auf das Mittelhochdeutsche zurückgeht, hat sich vor allem unter slawischen und hebräischen Einflüssen eigenständig und mit einer eigenen Schriftsprache weiterentwickelt; Ähnliches gilt für die lexikalisch auf dem Deutschen basierende Kreolsprache Unserdeutsch.

## Glottonyme

### Das Wort „deutsch“
Das Wort oder Glottonym deutsch hat sich aus dem germanischen *þeuðō ‚Volk‘, ahd. thiota, thiot und dem daraus abgeleiteten Adjektiv ahd. thiutisk (um 1000), mhd. diutisch, diutsch, tiutsch, tiusch entwickelt. Es bedeutet so viel wie ‚zum Volk gehörig‘ und entwickelte sich zu einer Bezeichnung für die Sprache der germanischen Stämme Mitteleuropas, die im Gegensatz zur Sprache der angrenzenden romanischen Bevölkerung und zum Latein stand.
Eine parallele Bildung ist schon im gotischen Adverb þiudiskō belegt, mit dem der altgriechische Ausdruck ethnikṓs (ἐθνικῶς) ‚heidnisch‘ übersetzt wurde. Später wurde auch das altenglische þēodisc in gleicher Weise für lat. gentīlis ‚heidnisch‘ verwendet. In seiner lateinischen Form theodisce findet man das Wort erstmals in einem Synodenbericht des päpstlichen Nuntius Georg von Ostia aus dem Jahre 786:

„[…] et in conspectu concilii clara voce singula capitula perlecta sunt et tam latine quam theodisce […]“

„[…] und im Konziliarsplenum werden mit lauter Stimme die einzelnen Kapitel gelesen, sowohl auf Lateinisch als auch in der Sprache des Volkes […]“

Aus dem Zusammenhang geht hervor, dass hier die altenglische Sprache im Gegensatz zu dem vom Klerus verwendeten Latein gemeint war. Nur zwei Jahre jünger ist der erste Beleg aus dem kontinental-germanischen Sprachgebiet, als in einer Anklage gegen den baierischen Herzog Tassilo III. auf dem Reichstag zu Ingelheim eine germanische Übersetzung für dessen angebliche „Fahnenflucht“ genannt wurde: „quod theodisca lingua harisliz dicitur“.
Seit Karl dem Großen wurde der Ausdruck theodisca lingua zur amtlichen Bezeichnung für die altfränkische Volkssprache und zunehmend auch für die Gesamtheit der in seinem Reich gesprochenen germanischen Dialekte. Später wurde auch die althochdeutsche Form diutisc bezeugt. So erscheint neben theodiscus seit etwa 880 auch mittellateinisch diutiscus, tiutiscus.
Die „sprachliche Selbstbezeichnung“ deutsch war – im Gegensatz zur Entwicklung im Englischen und den nordgermanischen Sprachen – von der Karolingerzeit bis heute kein primär ethnischer Volksname. Stattdessen wurde sie als übergreifende Sprachbezeichnung verwendet für eine überregionale sprachliche Gemeinsamkeit der kontinental-südgermanischen Stammesdialekte gegenüber dem Lateinischen sowie den romanischen, slawischen und nordgermanischen Sprachen. Diese Bezeichnung war zunächst unabhängig von der späteren Unterscheidung zwischen Hochdeutsch, Niederdeutsch und Niederländisch sowie von politischen Gegebenheiten, die mit den sprachgeografischen Strukturen oft nicht übereinstimmten. Ein allgemeines, wenngleich vages Bewusstsein einer sprachlichen Zusammengehörigkeit – jedoch keineswegs einer Einheit – existierte vor der Entstehung der pränationalen Standardsprachen und der Nationalstaaten, aber bis ins 17./18. Jahrhundert war dieses Bewusstsein vielmehr mit einem starken Gefühl für die (mündliche und schriftliche) Eigenständigkeit der jeweiligen Regionalsprachen verbunden. Diese waren zunächst Stammessprachen und gliederten sich seit dem Spätmittelalter zunehmend nach politischen Territorien sowie Verkehrs- und Siedlungsverhältnissen.
Die Zusammenschreibung der Landesbezeichnung (zunächst im Sinne von „deutscher Sprachraum“) begegnet erstmals im spätmittelhochdeutschen Tiutschland und setzte sich seit dem 16. Jahrhundert allgemein durch.

### Bezeichnungen des Deutschen in anderen Sprachen
Aufgrund der wechselhaften politischen Geschichte des deutschen Sprachraums sowie seiner Mittellage zwischen den Gebieten romanischer und slawischer Sprachen gibt es mehr unterschiedliche Formen für den Namen der deutschen Sprache als für die meisten anderen Sprachen der Welt. Allgemein kann man die Namen der deutschen Sprache aber aufgrund ihrer Herkunft in sechs Gruppen zusammenfassen:

#### Vom Wort „deutsch“ abgeleitete Glottonyme
Diese Gruppe wird zunächst von den anderen germanischen Sprachen gebildet:
- Afrikaans: Duits
- Dänisch: tysk
- Färöisch: týskt
- Westfriesisch: Dútsk
- Isländisch: þýska
- Jiddisch: daytsh (דײַטש)
- Luxemburgisch: däitsch
- Niederdeutsch (in D): düütsch
- Niederdeutsch (in NL): Duuts
- Niederländisch: Duits
- Norwegisch: tysk
- Pitcairn-Englisch: doich
- Schwedisch: tyska

Daneben erscheinen Ableitungen vom Wort „deutsch“ auch in einigen romanischen Sprachen:
- Bündnerromanisch: tudestg
- Französisch: t(h)iois (veraltet), tudesque (latinisiert)
- Furlanisch: todesc
- Italienisch: tedesco
- Katalanisch: teutó (Sprache), tudesc (Volksbezeichnung)
- Ladinisch: tudësch
- Sardisch und Korsisch: tedescu
- Spanisch: tudesco[32] (heute wenig gebräuchlich)

Darüber hinaus:
- Chinesisch: déyǔ 德語 / 德语 oder déyìzhìyǔ 德意志語 / 德意志语 (dé[yìzhì] = Lautübertragung des Wortes „deutsch“; yǔ „Sprache“)
- Vietnamesisch: tiếng Đức oder Đức ngữ (tiếng oder ngữ „Sprache“; Đức ist die [sino-]vietnamesische Aussprache desselben Sinographems 德 wie im chinesischen Namen)
- Japanisch: doitsu-go ドイツ語 oder 独逸語 (doitsu = Lautübertragung des Wortes „duits“ aus dem Niederländischen; go „Sprache“)
- Koreanisch: toich'wieo 도이취어 (in Nordkorea), sonst dogileo 독일어 (abgekürzt: 독어) (Die gleichen Sinographeme wie im japanischen Namen, aber in sinokoreanischer statt sinojapanischer Aussprache: 獨→독 dok, 逸→일 il, 語→어 eo.)
- Latein: (lingua) theodisca
- Nordsamisch: duiskkagiella oder tuiskkagiella
- Taiwanisch: dik-gok ue (德國話 / 德国话)

#### Vom Wort „Sachsen“ abgeleitete Glottonyme
Mit „Sachsen“ ist das historische Volk der Sachsen gemeint, das den heutigen niedersächsischen Sprachraum besiedelte.
- Estnisch: saksa
- Finnisch: saksa
- Inarisamisch: säksikiela

In der irischen und walisischen Sprache bezeichnen die Wörter Sasanach bzw. Saesneg die Angelsachsen bzw. die heutigen Engländer.

#### Von „*něm-“ abgeleitete Glottonyme

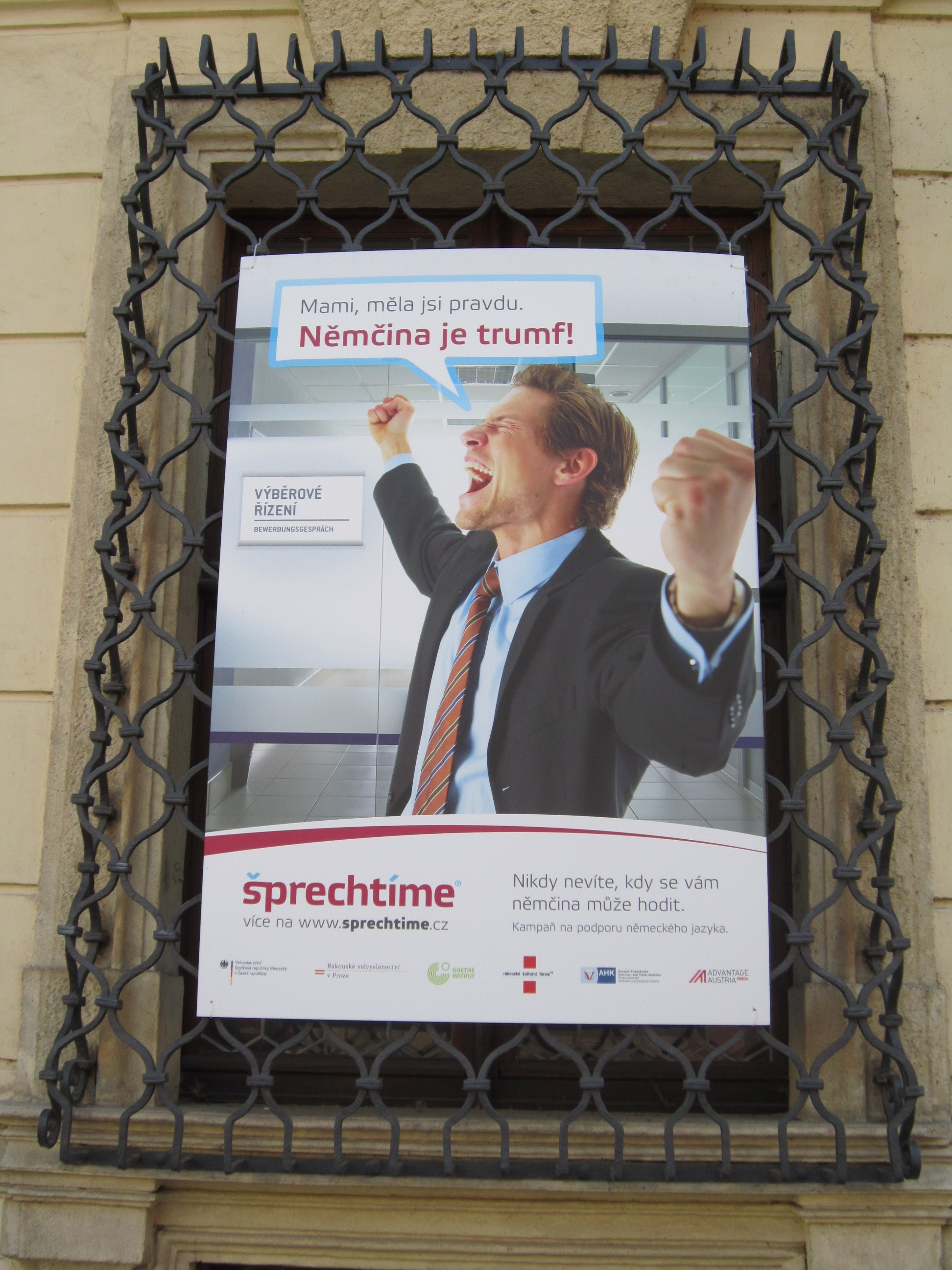
Werbung für die deutsche Sprache an der Deutschen Botschaft Prag

In den slawischen Sprachen kann der Begriff für „deutsch“ auf die (rekonstruierte) urslawische Wurzel něm- für „stumm“ zurückverfolgt werden. Dies war ursprünglich eine allgemeine Bezeichnung für alle Fremden aus dem europäischen Westen, welche die slawischen Sprachen nicht verstanden und mit denen die Kommunikation dadurch schwierig bis unmöglich war (vgl. griechisch barbaros). Eine Ausnahme bildet das Mazedonische, in dem sich der Begriff germanski (германски) durchgesetzt hat.
In teilweise von slawischen Lehnwörtern geprägten Sprachen wie dem Ungarischen oder dem Kasachischen entstanden ähnlich lautende Begriffe, wie ungarisch német oder kasachisch nemis (неміс). In der Vergangenheit war zudem im Rumänischen der den slawischen Sprachen entlehnte Begriff nemțește üblich, wird heute jedoch zunehmend durch den Begriff germană ersetzt. Die gegenwärtig gebrauchten Übersetzungen der „deutsch[en Sprache]“ sind:
- Bosnisch/Kroatisch/Montenegrinisch/Serbisch: n(j)emački, немачки
- Bulgarisch: немски (nemski)
- Kasachisch: неміс (nemis)
- Kaschubisch: miemiecczi
- Kirgisisch: немис (nemis)
- Kroatisch: njemački
- Niedersorbisch: nimšćina
- Obersorbisch: němčina
- Polnisch: niemiecki
- Rumänisch: nemțește (heute wenig gebräuchlich, neben germană)
- Russisch: немецкий (nemezkij)
- Slowakisch: nemčina
- Slowenisch: nemščina
- Tschechisch: němčina
- Ukrainisch: німецька (nimez'ka)
- Ungarisch: német
- Belarussisch: нямецкая (njamezkaja)

Der arabische Begriff für Österreich an-Nimsā (النمسا) wurde ebenfalls den slawischen Sprachen entlehnt.
Beispiele für den Familiennamen „Deutscher“ sind u. a. der polnische Radrennfahrer Przemysław Niemiec, der slowakische Fußballspieler Adam Nemec, der deutsche Jurist Reinhard Nemetz oder, in der movierten Form einer weiblichen Namensträgerin, die tschechische Schriftstellerin Božena Němcová.

#### Vom Wort „Alamannen“ abgeleitete Glottonyme
Die Alamannen waren eine Bevölkerungsgruppe des westgermanischen Kulturkreises, deren Gebiet sich an der Grenze zum „Welschland“ (Frankreich, Italien) befand. Die Bezeichnung Alemannisch für das Deutsche verbreitete sich in erster Linie über das Französische.
- Arabisch: ألمانية (almāniyya)
- Baskisch: aleman
- Bretonisch: alamaneg
- Französisch: allemand
- Galicisch: alemán
- Katalanisch: alemany
- Kornisch: Almaynek
- Korsisch: alimanu
- Kurdisch: Almanî
- Lingala: lialémani
- Persisch: آلمانى (ālmānī)
- Portugiesisch: alemão
- Spanisch: alemán
- Tetum: alemaun
- Türkisch: Almanca
- Walisisch: Almaeneg

#### Vom Wort „Germanen“ abgeleitete Glottonyme
Die Verwendung von „Germane“ oder „Germania“ ist eine eher jüngere Erscheinung, die im Gefolge der Renaissance zu suchen ist. Die Verbreitung in außereuropäische Sprachen geschah vor allem über das Englische.
- Albanisch: Gjermanisht (unbestimmt), Gjermanishtja (bestimmt)
- Armenisch: Գերմաներեն (Germaneren)
- Bulgarisch: германски (Germanski)
- Englisch: German (zu Dutch, der englischen Bezeichnung für das Niederländische, siehe den Artikel Niederländisch (Name)).
- Esperanto: germana (lingvo)
- Georgisch: გერმანული (ენა) (Germanuli (ena-Sprache))
- Hebräisch: גרמנית (germanit)
- Hindi: जर्मन (jarman)
- Ido: Germana linguo
- Indonesisch: Bahasa Jerman (Bahasa = „Sprache“; Jerman = Lautübertragung des englischen Wortes „German“)
- Interlingua: (lingua) german
- Irisch: Gearmáinis
- Kiswahili: Kijerumani
- Manx: Germaanish
- Mazedonisch: германски (germanski)
- Mongolisch: Герман (German)
- Neu-Griechisch: Γερμανικά (Jermaniká, Neutrum Plural)
- Rumänisch: germană
- Schottisch-Gälisch: Gearmailtis
- Thai: (ภาษา) เยอรมัน, (phasa) yoeraman
- Tibetisch: འཇར་མན་སྐད ('dscher man skad, „dser man kä“ in Ü-Tsang-Tibetisch)

#### Sonderformen
- Hebräisch: אשכנזית aschkenasit, nach Aschkenas als mittelalterliche Bezeichnung für deutschsprachige Länder.[33]

Bezeichnungen in den baltischen Sprachen
- Jatwingisch: miksiskai
- Litauisch: vokiečių, vokiškai
- Lettisch: vācu oder seltener vāciešu
- Altpreußisch: miksiskāi

Gebärdensprachen
- In der deutschen, britischen und einigen weiteren Gebärdensprachen ist die Gebärde für Deutsch ein an die Stirn gelegter und nach oben gestreckter Zeigefinger, der die preußische Pickelhaube nachahmt.

## Geschichte

### Ausgliederung und Konstituierung der deutschen Sprache aus dem Germanischen
Die Geschichte der (hoch-)deutschen Sprache wird häufig in vier Abschnitte (Sprachstufen) unterteilt:
- 750–1050: Althochdeutsch („inti thin quena Elysabeth gibirit thir sun“ – volle Neben- und Endsilben, differenzierte Endungsflexion)

Das Althochdeutsche unterscheidet sich durch die Zweite Lautverschiebung von den anderen germanischen Sprachen. Diese Verschiebung führte zur Entstehung der Laute pf (vergleichbar mit dem englischen „pipe“ und dem deutschen „Pfeife“) und ts (vergleichbar mit dem englischen „cat“ und dem deutschen „Katze“). Das Althochdeutsche zeichnet sich durch volle Nebensilben aus, in denen alle langen und kurzen Vokale auftreten können. Grammatische Informationen über Kasus und Numerus sind in den Endvokalen enthalten, was auf einen stark synthetischen Sprachbau hinweist.
Trotzdem ist das Althochdeutsche keine einheitliche Sprache, sondern in verschiedene Mundarten und Schreibdialekte unterteilt, die grob in die Gruppen Alemannisch, Bairisch und Fränkisch eingeteilt werden können. Althochdeutsche Texte weisen oft eine Mischung verschiedener Mundarten auf, da der Ort der Abschrift und der Ursprungsort des Originals nicht zwangsläufig identisch sind. Das Gedicht Christus und die Samariterin ist ein Beispiel für eine alemannische Abschrift eines fränkischen Originals und zeigt Elemente beider Mundarten.
- 1050–1350: Mittelhochdeutsch („und Elîzabêth dîn hûsvrowe sal dir geberin einen sun“ – Nebensilbenabschwächung)

Die mittelhochdeutsche Periode ist geprägt vom Einfluss des Ritterstands als Kulturträger, der französisch-provenzalische Vorbilder übernimmt und literarische Stoffe importiert. Das führt zur Integration zahlreicher französischer Lehnwörter ins Mittelhochdeutsche. Im Gegensatz zur althochdeutschen Zeit, in der vor allem Kleriker schrieben, sind nun weltliche Dichter wie Walther von der Vogelweide aktiv.
Ab dem 12. Jahrhundert entstehen vermehrt deutsche Texte mit profanem Inhalt. Das Alexanderlied des Pfaffen Lamprecht (um 1140) ist das erste weltliche Epos, das die Unternehmungen Alexanders des Großen behandelt. Die höfische Ritterliteratur entwickelt sich in der Epik (mit der Artussage als zentralem Stoff) und im Minnesang. Das Nibelungenlied verarbeitet germanischen Sagenstoff, und es entsteht deutsche Sachliteratur, wobei die ersten deutschen Urkunden um die Mitte des 13. Jahrhunderts überliefert sind.
Sprachlich unterscheidet sich das Mittelhochdeutsche vom Althochdeutschen durch die Abschwächung der Nebensilben, was zum Zusammenbruch des Kasussystems führt. Der Artikel entwickelt sich als Ersatz für verlorene Kategorien. Die Sprachentwicklung im Mittelhochdeutschen führt zu einem analytischeren Sprachbau, begleitet von Auslautverhärtung und der Entwicklung des Umlauts zum Pluralzeichen. Trotz regionaler Vielfalt zeigt die Sprache der höfischen Dichter eine Tendenz zur Vereinheitlichung für eine überregionale Verständlichkeit.
- 1350–1650: Frühneuhochdeutsch („vnd deyn weyb Elisabeth wirt dyr eynen son geperen“ – mitteldt. Monophthongierung und nhd. Diphthongierung)

Das Frühneuhochdeutsche zeichnet sich durch die Herausbildung einer überregionalen deutschen Schriftsprache aus. Geprägt vom Niedergang der feudalen Ordnung, dem Aufstieg des Bürgertums und der Einführung von Universitäten und Schulen, erlebt es eine Zunahme schriftlicher Texte, darunter Rechtstexte, Polizeiverordnungen und satirische Werke wie das Till-Eulenspiegel-Buch. Die Übersetzung ausländischer Literatur wird populär, während sprachbeschreibende Textsorten entstehen.
Innersprachlich grenzt sich das Frühneuhochdeutsche durch Veränderungen ab, darunter die neuhochdeutsche Diphthongierung, mitteldeutsche Monophthongierung, Apokope, Synkope und Dehnung in offenen Tonsilben. Regionale Unterschiede prägen die Entwicklung, wobei die Diphthongierung bereits im 12. Jahrhundert in Kärnten und Südtirol auftritt und sich im 13. Jahrhundert im bairischen Raum verbreitet. Die Tilgung abgeschwächter Nebensilben (Apokope, Synkope), Großschreibung von Nomen und die Ablösung des intonatorischen Prinzips in der Zeichensetzung sind weitere Merkmale dieser Phase.
- ab 1650: Neuhochdeutsch („Deine Frau Elisabet wird dir einen Sohn gebären“ – überregionale und normierte Standardsprache, Umgangssprachen, Dialekte)

Die Entstehung der heutigen deutschen Schriftsprache erfolgte während der frühneuhochdeutschen Zeit, mit der Verbreitung von Drucken. Diese Periode zeichnet sich durch zwei Entwicklungslinien aus: die Hinwendung zur Schriftsprache und die gleichzeitige Weiterentwicklung der Dialekte. Das sprachliche Gefüge wurde komplexer, mit mündlichen Dialekten, vereinheitlichenden Drucken und zahlreichen geschriebenen Varianten dazwischen, die mehr oder weniger den regionalen Mündlichkeiten folgten. Die Herausbildung der neuhochdeutschen Schriftsprache wird als komplexer Prozess der Normierung und des Ausgleichs betrachtet, der den gesamten Zeitraum des Frühneuhochdeutschen abdeckt. Diese Entwicklung wurde durch die vermehrte Verwendung der deutschen Sprache im Vergleich zum Lateinischen in schriftlichen Überlieferungen, die Erfindung des Buchdrucks, die Papierherstellung, die wachsende Bedeutung der Städte und des Bürgertums sowie die Einflüsse der humanistischen und reformatorischen Bewegungen gefördert (Quelle: Claudine Moulin-Fankhänel).
Die Ausgliederung und Konstituierung der deutschen Sprache aus dem Germanischen kann als dreifacher sprachgeschichtlicher Vorgang verstanden werden:
1. Im 4. bis 7. Jahrhundert: die zunehmende Differenzierung vom Spätgemeingermanischen über das Südgermanische zum Elbgermanischen und, in geringerem Maß, zum Rhein-Weser-Germanischen, auf denen die frühmittelalterlichen Stammesdialekte beruhen.
2. Im 7. bis 9. Jahrhundert: die Integration im fränkischen Reichsverband zum Althochdeutschen. Die – im 10. Jahrhundert ausgestorbene und in Norditalien beheimatete – Langobardische Sprache gehörte gemäß der heutigen Sprachwissenschaft wahrscheinlich auch zu den Vorfahren dieser Gruppe.
3. Ab dem 15./16. Jahrhundert: die schrift- oder hochsprachliche Überschichtung auf hochdeutscher (genauer: ostmitteldeutscher und südostdeutscher) Grundlage, wobei auch das Niederdeutsche der deutschen Sprache endgültig einverleibt wurde, obschon eine Beeinflussung vom Hochdeutschen her seit althochdeutscher Zeit festzustellen ist.

|               |               |               |               |               |               |  |  | Altfränkisch      | Altfränkisch      | Altfränkisch      | Altfränkisch      | Altfränkisch      | Altfränkisch      |  |  |                                 |                                 |                                 |                                 |                                 |                                 | Altalemannisch      | Altalemannisch      | Altalemannisch | Altalemannisch | Altalemannisch    | Altalemannisch    |                   |                   | Altbairisch       | Altbairisch       | Altbairisch | Altbairisch | Altbairisch | Altbairisch |  |  | Langobardisch | Langobardisch | Langobardisch | Langobardisch | Langobardisch | Langobardisch |
|               |               |               |               |               |               |  |  | Altfränkisch      | Altfränkisch      | Altfränkisch      | Altfränkisch      | Altfränkisch      | Altfränkisch      |  |  |                                 |                                 |                                 |                                 |                                 |                                 | Altalemannisch      | Altalemannisch      | Altalemannisch | Altalemannisch | Altalemannisch    | Altalemannisch    |                   |                   | Altbairisch       | Altbairisch       | Altbairisch | Altbairisch | Altbairisch | Altbairisch |  |  | Langobardisch | Langobardisch | Langobardisch | Langobardisch | Langobardisch | Langobardisch |
|               |               |               |               |               |               |  |  |                   |                   |                   |                   |                   |                   |  |  |                                 |                                 |                                 |                                 |                                 |                                 |                     |                     |                |                |                   |                   |                   |                   |                   |                   |             |             |             |             |  |  |               |               |               |               |               |               |
|               |               |               |               |               |               |  |  |                   |                   |                   |                   |                   |                   |  |  |                                 |                                 |                                 |                                 |                                 |                                 |                     |                     |                |                |                   |                   |                   |                   |                   |                   |             |             |             |             |  |  |               |               |               |               |               |               |
| Westfränkisch | Westfränkisch | Westfränkisch | Westfränkisch | Westfränkisch | Westfränkisch |  |  | Altniederländisch | Altniederländisch | Altniederländisch | Altniederländisch | Altniederländisch | Altniederländisch |  |  | Altmittel- und Althochfränkisch | Altmittel- und Althochfränkisch | Altmittel- und Althochfränkisch | Altmittel- und Althochfränkisch | Altmittel- und Althochfränkisch | Altmittel- und Althochfränkisch |                     |                     |                |                | Altoberdeutsch    | Altoberdeutsch    | Altoberdeutsch    | Altoberdeutsch    | Altoberdeutsch    | Altoberdeutsch    |             |             |             |             |  |  |               |               |               |               |               |               |
| Westfränkisch | Westfränkisch | Westfränkisch | Westfränkisch | Westfränkisch | Westfränkisch |  |  | Altniederländisch | Altniederländisch | Altniederländisch | Altniederländisch | Altniederländisch | Altniederländisch |  |  | Altmittel- und Althochfränkisch | Altmittel- und Althochfränkisch | Altmittel- und Althochfränkisch | Altmittel- und Althochfränkisch | Altmittel- und Althochfränkisch | Altmittel- und Althochfränkisch |                     |                     |                |                | Altoberdeutsch    | Altoberdeutsch    | Altoberdeutsch    | Altoberdeutsch    | Altoberdeutsch    | Altoberdeutsch    |             |             |             |             |  |  |               |               |               |               |               |               |
|               |               |               |               |               |               |  |  |                   |                   |                   |                   |                   |                   |  |  |                                 |                                 |                                 |                                 |                                 |                                 |                     |                     |                |                |                   |                   |                   |                   |                   |                   |             |             |             |             |  |  |               |               |               |               |               |               |
|               |               |               |               |               |               |  |  |                   |                   |                   |                   |                   |                   |  |  |                                 |                                 |                                 |                                 |                                 |                                 |                     |                     |                |                |                   |                   |                   |                   |                   |                   |             |             |             |             |  |  |               |               |               |               |               |               |
|               |               |               |               |               |               |  |  |                   |                   |                   |                   |                   |                   |  |  |                                 |                                 |                                 |                                 |                                 |                                 |                     |                     |                |                |                   |                   |                   |                   |                   |                   |             |             |             |             |  |  |               |               |               |               |               |               |
|               |               |               |               |               |               |  |  |                   |                   |                   |                   |                   |                   |  |  |                                 |                                 |                                 |                                 |                                 |                                 |                     |                     |                |                |                   |                   |                   |                   |                   |                   |             |             |             |             |  |  |               |               |               |               |               |               |
|               |               |               |               |               |               |  |  |                   |                   |                   |                   |                   |                   |  |  |                                 |                                 | Altsächsisch                    | Altsächsisch                    | Altsächsisch                    | Altsächsisch                    | Altsächsisch        | Altsächsisch        |                |                | Althochdeutsch    | Althochdeutsch    | Althochdeutsch    | Althochdeutsch    | Althochdeutsch    | Althochdeutsch    |             |             |             |             |  |  |               |               |               |               |               |               |
|               |               |               |               |               |               |  |  |                   |                   |                   |                   |                   |                   |  |  |                                 |                                 | Altsächsisch                    | Altsächsisch                    | Altsächsisch                    | Altsächsisch                    | Altsächsisch        | Altsächsisch        |                |                | Althochdeutsch    | Althochdeutsch    | Althochdeutsch    | Althochdeutsch    | Althochdeutsch    | Althochdeutsch    |             |             |             |             |  |  |               |               |               |               |               |               |
|               |               |               |               |               |               |  |  |                   |                   |                   |                   |                   |                   |  |  |                                 |                                 |                                 |                                 |                                 |                                 |                     |                     |                |                |                   |                   |                   |                   |                   |                   |             |             |             |             |  |  |               |               |               |               |               |               |
|               |               |               |               |               |               |  |  |                   |                   |                   |                   |                   |                   |  |  |                                 |                                 | Mittelniederdeutsch             | Mittelniederdeutsch             | Mittelniederdeutsch             | Mittelniederdeutsch             | Mittelniederdeutsch | Mittelniederdeutsch |                |                | Mittelhochdeutsch | Mittelhochdeutsch | Mittelhochdeutsch | Mittelhochdeutsch | Mittelhochdeutsch | Mittelhochdeutsch |             |             |             |             |  |  |               |               |               |               |               |               |
|               |               |               |               |               |               |  |  |                   |                   |                   |                   |                   |                   |  |  |                                 |                                 | Mittelniederdeutsch             | Mittelniederdeutsch             | Mittelniederdeutsch             | Mittelniederdeutsch             | Mittelniederdeutsch | Mittelniederdeutsch |                |                | Mittelhochdeutsch | Mittelhochdeutsch | Mittelhochdeutsch | Mittelhochdeutsch | Mittelhochdeutsch | Mittelhochdeutsch |             |             |             |             |  |  |               |               |               |               |               |               |
|               |               |               |               |               |               |  |  |                   |                   |                   |                   |                   |                   |  |  |                                 |                                 |                                 |                                 |                                 |                                 |                     |                     |                |                |                   |                   |                   |                   |                   |                   |             |             |             |             |  |  |               |               |               |               |               |               |
|               |               |               |               |               |               |  |  |                   |                   |                   |                   |                   |                   |  |  |                                 |                                 | Niederdeutsch                   | Niederdeutsch                   | Niederdeutsch                   | Niederdeutsch                   | Niederdeutsch       | Niederdeutsch       |                |                | Hochdeutsch       | Hochdeutsch       | Hochdeutsch       | Hochdeutsch       | Hochdeutsch       | Hochdeutsch       |             |             |             |             |  |  |               |               |               |               |               |               |
|               |               |               |               |               |               |  |  |                   |                   |                   |                   |                   |                   |  |  |                                 |                                 | Niederdeutsch                   | Niederdeutsch                   | Niederdeutsch                   | Niederdeutsch                   | Niederdeutsch       | Niederdeutsch       |                |                | Hochdeutsch       | Hochdeutsch       | Hochdeutsch       | Hochdeutsch       | Hochdeutsch       | Hochdeutsch       |             |             |             |             |  |  |               |               |               |               |               |               |
|               |               |               |               |               |               |  |  |                   |                   |                   |                   |                   |                   |  |  |                                 |                                 |                                 |                                 |                                 |                                 |                     |                     |                |                |                   |                   |                   |                   |                   |                   |             |             |             |             |  |  |               |               |               |               |               |               |
|               |               |               |               |               |               |  |  |                   |                   |                   |                   |                   |                   |  |  |                                 |                                 |                                 |                                 |                                 |                                 |                     |                     |                |                |                   |                   |                   |                   |                   |                   |             |             |             |             |  |  |               |               |               |               |               |               |
|               |               |               |               |               |               |  |  |                   |                   |                   |                   |                   |                   |  |  |                                 |                                 |                                 |                                 |                                 |                                 | Deutsch             |                     |                |                |                   |                   |                   |                   |                   |                   |             |             |             |             |  |  |               |               |               |               |               |               |

### Nieder- und Hochdeutsch

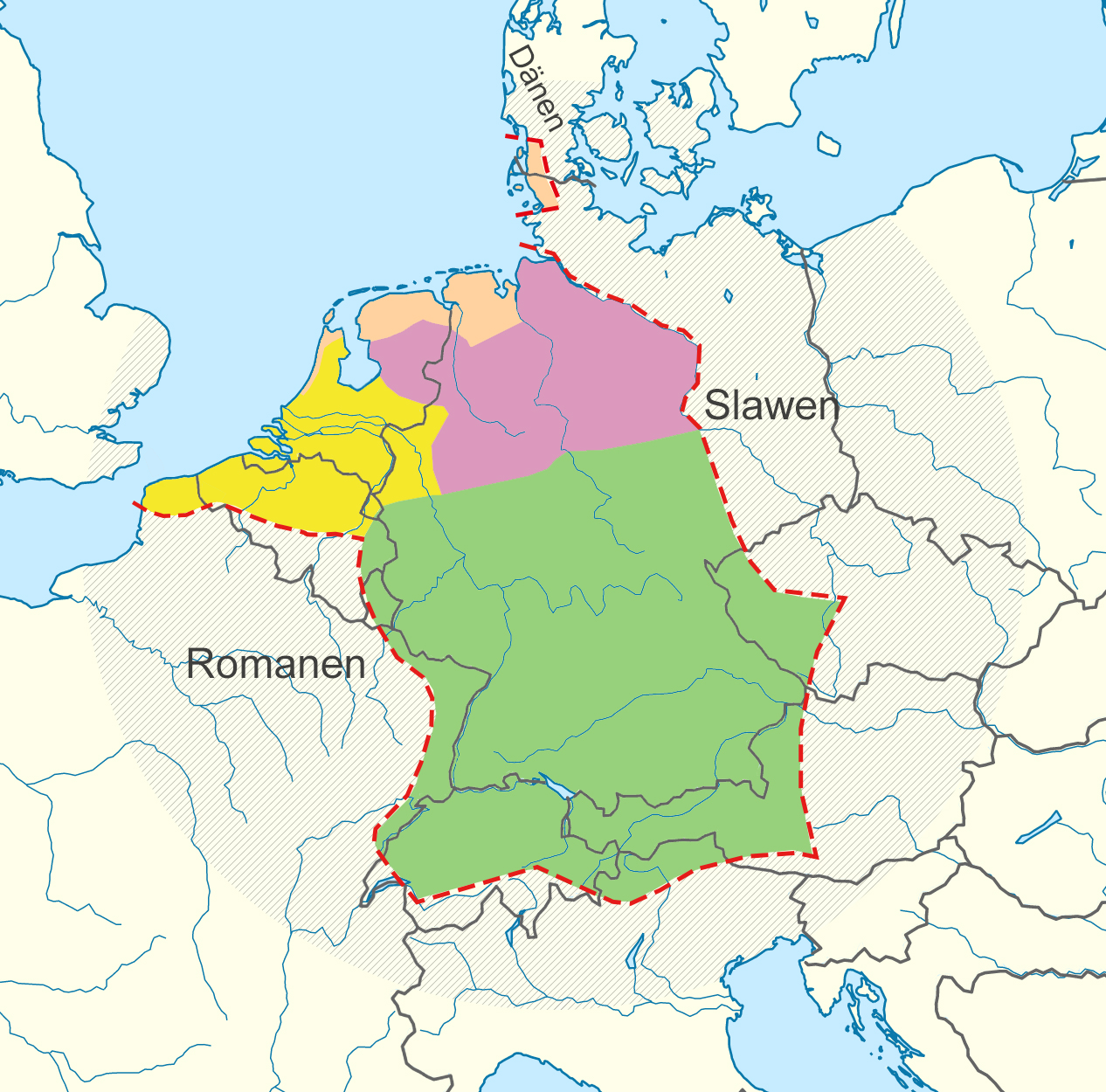
Der westgermanistische Sprachraum (ohne Altenglisch) im Frühmittelalter.
Legende:
Altniederländische Varietäten
Althochdeutsche Varietäten
Altfriesische Varietäten
Altsächsische Varietäten
Markierung des kontinentalwestgermanischen Dialektkontinuums

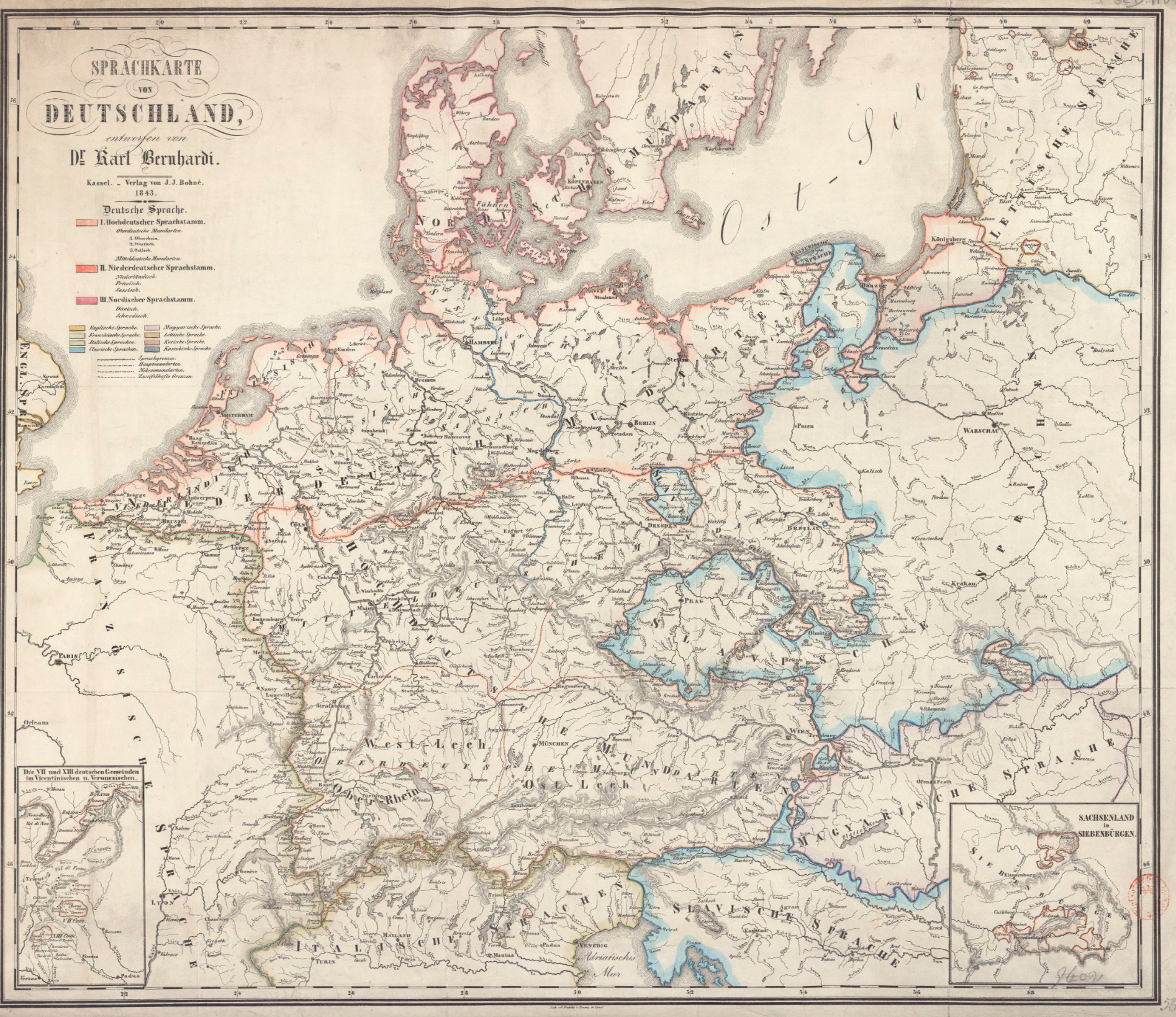
Darstellung des deutschen Sprachraums des Sprachforschers Karl Bernhardi aus dem Jahr 1843.
Diese Karte aus der Zeit der frühesten Germanistik enthält einige historische Besonderheiten: So werden u. a. Schwedisch und Dänisch der deutschen Sprache untergeordnet, erscheint das Englische als unverwandt und werden das Niederländische, Friesische und „Sassische“ zusammenfassend als „Niederdeutscher Sprachstamm“ dargestellt.

Die verschiedenen Varianten der heutigen deutschen Sprache werden in zwei Abteilungen zusammengefasst, in Hochdeutsch und in Niederdeutsch. Als hochdeutsche Sprache bezeichnet man zunächst alle kontinentalwestgermanischen Dialekte, die im frühen Mittelalter an der zweiten oder hochdeutschen Lautverschiebung beteiligt waren (Alemannisch, Bairisch, Ost-, Rhein-, Mittelfränkisch, Ostmitteldeutsch = ober- und mitteldeutsche Mundarten = hochdeutsche Mundarten). Die niederdeutschen Dialekte haben, wie das Englische, Friesische und Niederländische, diese zweite Lautverschiebung nicht oder nur zu einem sehr geringen Teil mitgemacht.
Da während des ganzen Mittelalters im Unterschied zu den romanisch- oder slawischsprachigen Nachbarländern in dem „Land der Deutschen“ (deutscher Sprachraum) stark territorial zersplitterte politische Strukturen existierten, entwickelten sich die zum Teil sehr unterschiedlichen deutschen Dialekte (deutsche Mundarten) lange parallel nebeneinanderher.
Einen ersten Ansatz zu einem überregionalen Ausgleich der Mundarten hat man teilweise in der mittelhochdeutschen Dichtersprache der höfischen Dichtung um 1200 sehen wollen. In der Tat ist teilweise das Bemühen der Dichter zu erkennen, nur regional verständliches Vokabular und dialektale lautliche Besonderheiten zu vermeiden, um ein überregionales Verständnis ihrer Werke zu ermöglichen. Andererseits war die Breitenwirkung der an den Fürstenhöfen tätigen Dichter eher gering, da damals nur ein kleiner Teil der Bevölkerung lesen und schreiben konnte oder einen Zugang zu dieser elitären Kunst hatte. Der Beginn der neuhochdeutschen Schrift- und Standardsprache kann daher erst in überregionalen Ausgleichsprozessen des Spätmittelalters und der frühen Neuzeit gesehen werden.
Während die Standardsprache in den meisten europäischen Ländern aus dem Dialekt der jeweiligen Hauptstadt hervorgegangen ist, stellt die heutige hochdeutsche Sprache (Standardsprache) eine Art „Kompromiss“ zwischen den mittel- und oberdeutschen Dialekten südlich der sogenannten Benrather Linie dar.
In Norddeutschland hat das Standardhochdeutsche, vor allem im Gefolge der Reformation, als Amts- und Schulsprache das einheimische Niederdeutsche sowie in Schleswig auch das Dänische und in Ostfriesland das Friesische größtenteils verdrängt. Zur Blütezeit der Hanse jedoch fungierte das Mittelniederdeutsche als Verkehrssprache im nordöstlichen Nord- und gesamten Ostseeraum.
Auch Martin Luther (1483–1546) war für die deutsche Sprachentwicklung von Bedeutung. Jedoch gab es bereits um 1350 Ansätze zu einer überregionalen Schriftsprache, die man in der Forschung Frühneuhochdeutsch nennt. Im donauländischen Bereich war eine relativ große Einheitlichkeit erreicht worden, urteilt Werner Besch, und Luther rückte die von ihm verwendeten, ostmitteldeutschen Formen an diese südlichen Dialekte heran. Er stand mitten im Strom der Entwicklung. Seine Bibelübersetzung war allerdings ein wichtiges Werk, das Vorbildcharakter hatte und durch seine weite Verbreitung jedermann – vor allem jedem Lehrer – zugänglich war.
Die Herausbildung der hochdeutschen Schriftsprache war im 17. Jahrhundert zum Großteil abgeschlossen. Durch die Beseitigung der sogenannten Letternhäufelung im 18. Jahrhundert wurde das seitdem in Grundzügen kaum veränderte deutsche Schriftbild abgerundet.
In den Niederlanden entwickelten flämische und brabantische Städte, wie Brügge, Gent und Antwerpen, sich im Hochmittelalter zu Handelsmetropolen. In diesem hochurbanisierten Gebiet entwickelte sich, fast gleichzeitig mit der hochdeutschen Schriftsprache, aus den südniederländischen Mundarten auch eine Ausgleichssprache, der Vorläufer der späteren niederländischen Standardsprache. Das Hochdeutsch konnte sich dadurch nie zur Amtssprache der Burgundischen Niederlande entwickeln und hat folglich die Dialekte im niederländischen Sprachraum nahezu nicht beeinflusst. Im 17. Jahrhundert war die niederländische Standardsprache in erheblichen westlichen Teilen des heutigen Nordrhein-Westfalens und Niedersachsens die dominante Schriftsprache. In den meisten Schulen des heutigen deutschen Kreises Kleve war Niederländisch bis ins 19. Jahrhundert Unterrichtssprache. Nach soziolinguistischen Kriterien können die von der deutschen Standardsprache überdachten niederfränkischen Mundarten auf deutschem Staatsgebiet heute jedoch nicht mehr zum Niederländischen gerechnet werden; aufgrund der heutigen Überdachungssprache gehören sie zu den deutschen Mundarten.

### Sprachgeschichte und Lautwandel
Die geschichtlichen Abschnitte des Deutschen sind eng verknüpft mit Erscheinungen des Lautwandels. Die sogenannte hochdeutsche Lautverschiebung, eine Erscheinung des Konsonantensystems, trennt das Deutsche (in Form des Althochdeutschen) von den restlichen kontinentalwestgermanischen Dialekten. Dieser Lautwandel wird von den niederdeutschen Dialekten nicht vollzogen; insofern ist die deutsche Standardsprache in ihrem Konsonantensystem vom Süden und der Mitte des Sprachgebiets bestimmt.
Der Übergang von Mittelhochdeutsch zu Frühneuhochdeutsch ist im Bereich der Laute vor allem durch Monophthongierung und Diphthongierung gekennzeichnet. Beide sind Erscheinungen des Vokalsystems. Während die Diphthongierung vom Südosten des Sprachgebiets ausgeht und im niederdeutschen Norden wie im alemannischen Südwesten nicht vollzogen wird, ist für die Monophthongierung der mitteldeutsche Sprachraum als Ausgangspunkt bestimmend.
Insgesamt beharrt der niederdeutsche Norden sowohl im Bereich der Konsonanten als auch im Bereich der Vokale auf altem Sprachzustand. Der alemannische Südwesten vollzieht nur die lautlichen Veränderungen im Bereich der Vokale nicht; der bairische Südosten trägt zur deutschen Sprache die Diphthongierung bei, vollzieht aber die Monophthongierung nicht.

### Sprachstandardisierung

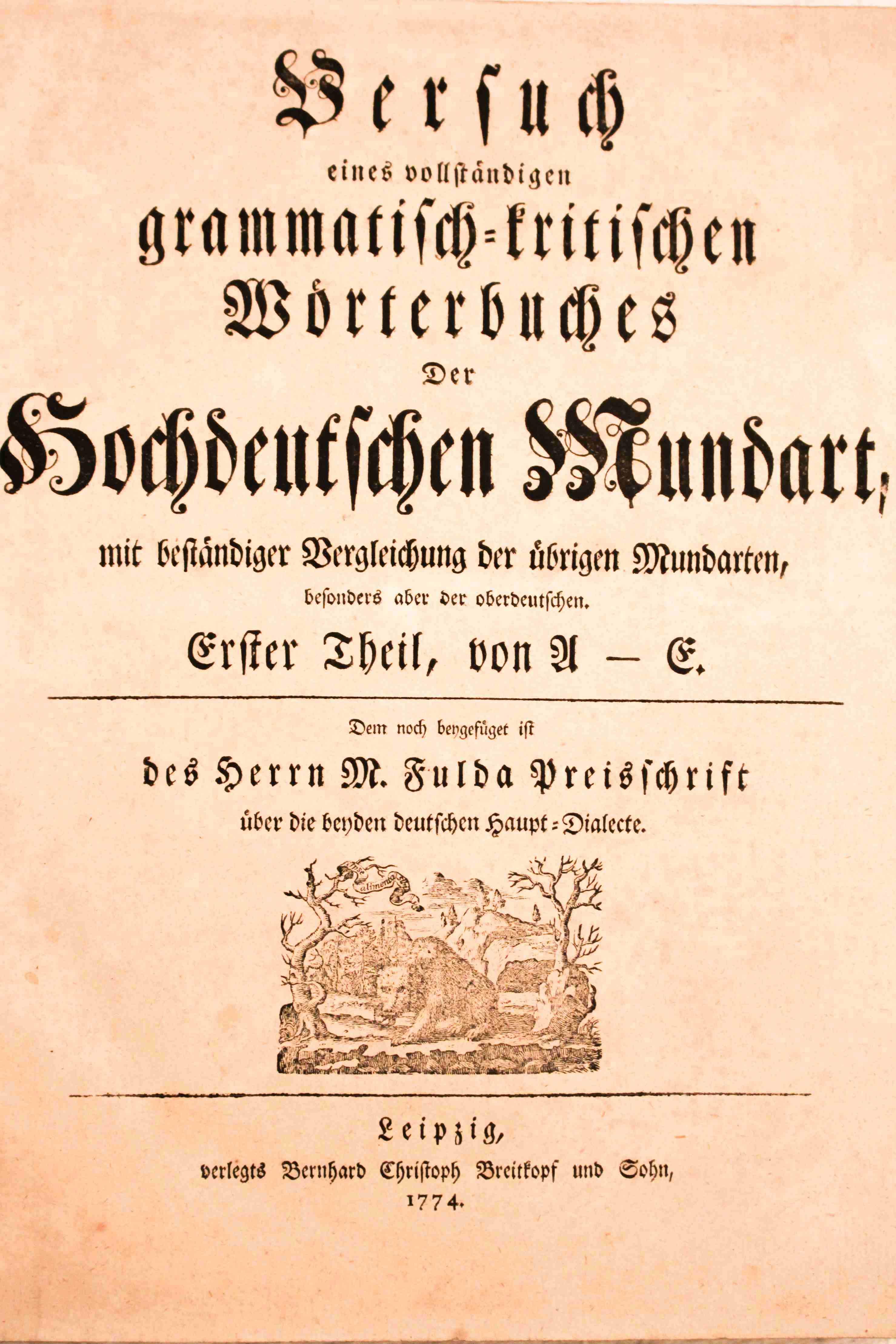
Titelblatt des deutschen Wörterbuches von Johann Christoph Adelung 1774

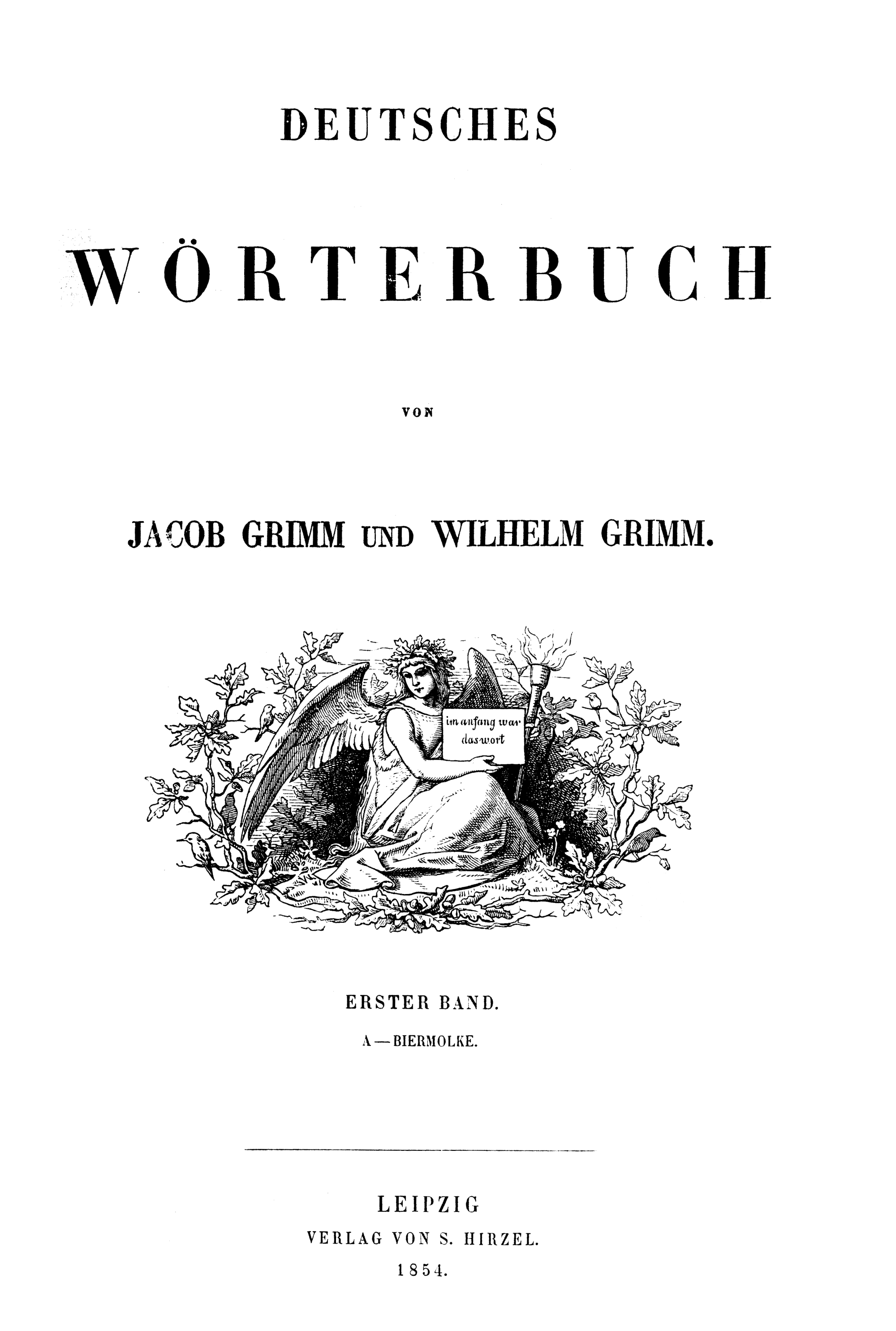
Titelblatt zum ersten Band des Deutschen Wörterbuches

Die sächsische Kanzleisprache (auch Meißner Kanzleideutsch) entwickelte sich im Zeitalter des deutschen Humanismus. Sie bildete eine Voraussetzung für ein den Dialekten übergeordnetes, allgemeines Standarddeutsch, wie es Martin Luther in seiner Bibelübersetzung von 1522 verwirklichte. Als Gegenstück existierte die vom Kaiser seinen Beamten verordnete Maximilianische Kanzleisprache, die oberdeutsche Sprachgewohnheiten aufwies und sich in Form der Oberdeutschen Schreibsprache im heutigen Süddeutschland und in Österreich durchsetzte und dort bis ins 18. Jahrhundert verwendet wurde. Nach dem Siebenjährigen Krieg sah sich Maria Theresia jedoch gezwungen, die Sächsische Kanzleisprache auch im Süden des Reichs zur Standardsprache zu erklären.
Mit der Zunahme der Anzahl der Schreibkundigen und der Bedeutung der Schriftlichkeit trat der Lautwandel in seiner Bedeutung für die Sprachgeschichte zugunsten bewusster Normierung zurück. Als einer der wichtigsten Grammatiker des 18. Jahrhunderts gilt Johann Christoph Adelung, dessen 1774–1786 veröffentlichtes Wörterbuch großen Einfluss auf seine Zeitgenossen und die Lexikografie ausübte. Jacob und Wilhelm Grimm begannen 1852 mit der Herausgabe des umfassendsten Deutschen Wörterbuchs, das 1961 vollendet wurde, aber seither einer Überarbeitung unterzogen wird.
Die hochdeutsche Rechtschreibung wurde im Laufe des 19. Jahrhunderts zunehmend normiert. Ein Durchbruch zu einer hochdeutschen „Einheitsschreibung“ gelang mit dem Orthographischen Wörterbuch der deutschen Sprache von Konrad Duden (1880), das in der Rechtschreibnormierung von 1901 in leicht veränderter Form – ohne amtlichen Status zu erreichen – zur Grundlage der amtlichen Rechtschreibung erklärt wurde. Konkurrenzlos war der Duden in jener Zeit indes nicht: Neben anderen nichtamtlichen Wörterbüchern wie etwa dem sogenannten „Buchdruckerduden“ – herausgegeben ebenfalls vom Bibliographischen Institut und Konrad Duden – und dem unter Mitwirkung Nikolaus Weckleins verfassten Wörterverzeichnis der deutschen Rechtschreibung (1903) von Georg Ammon gab es amtliche Regelwörterbücher mit teilweise abweichenden Rechtschreibregeln wie zum Beispiel das Amtliche Wörterverzeichnis für die deutsche Rechtschreibung zum Gebrauch in preußischen Kanzleien (1903) oder die Regeln für die deutsche Rechtschreibung nebst Wörterverzeichnis – Ausgabe mit einheitlichen Schreibweisen in Österreich (1904). Die Abweichungen lagen unter anderen in der Zulassung oder Nichtzulassung mehrerer Schreibweisen (z. B.: Keeks – Cakes – Kakes, heute: Keks), in der Darstellung des s-Lautes vor z in deutscher Schrift und Fraktur, in der Abänderung oder Nichtabänderung von Eigennamen (z. B. Göthe statt Goethe, Bismark statt Bismarck). Mit dem „Buchdrucker-Duden“ von 1903 wurde zudem speziellen Abänderungswünschen des Deutschen Buchdrucker-Vereins, des Reichsverbandes Österreichischer Buchdruckereibesitzer und des Vereins Schweizerischer Buchdruckereibesitzer Rechnung getragen.
1996, 2004 und 2006 kam es zu Rechtschreibreformen (siehe auch: Geschichte der deutschen Rechtschreibung). Auch die hochdeutsche Aussprache erfuhr im späten 19. Jahrhundert Regelungsversuche, vor allem durch das Aussprachewörterbuch von Theodor Siebs. Diese Regelungen erreichten aber nicht das Niveau an Verbindlichkeit, das Duden mit der Rechtschreibung erreichte. Im Gegensatz zur hochdeutschen Schriftsprache ist die niederdeutsche Schriftsprache offiziell nicht normiert, wird aber zunehmend durch die 1956 in Hamburg aufgestellten „Regeln für die plattdeutsche Rechtschreibung“ und das Wörterbuch von Johannes Saß beeinflusst.

### Einflüsse anderer Sprachen auf die deutsche Sprache
Durch ihre zentrale Lage in Europa wurde die deutsche Sprache über die Jahrhunderte durch andere Sprachen beeinflusst. Im Mittelalter und der Zeit davor war es vor allem die lateinische Sprache, aus der sich die deutsche Sprache bediente. So sind viele alltägliche Wörter, vor allem aus Architektur, Religion und Kriegswesen (z. B. Fenster, Karren, Keller, Kloster, Kampf) aus dem Lateinischen entlehnt. Auch die altgriechische Sprache hat das Deutsche in Religion, Wissenschaft und Philosophie stark beeinflusst (z. B. Kirche, Pfingsten, Demokratie, Krypta, Philosophie, Physik). Teilweise verschwanden durch die Entlehnungen die zuvor gebräuchlichen Begriffe vollständig: Arzt, Mediziner und das umgangssprachlich verwendete Doktor verdrängten als Bezeichnung für den Heilkundigen beispielsweise schon frühzeitig die Begriffe Laachi oder Lachi und Bader.
Seit dem späten Mittelalter wurde die deutsche Sprache in den Bereichen Handel, Finanzwesen (etwa brutto, netto, Konto, Risiko, Bankrott) und Musik (etwa Piano, Cembalo, da capo, bravo!) stark durch die italienische Sprache beeinflusst. Später war es dann vor allem die französische Sprache, die großen Einfluss auf das Deutsche ausübte. Da nach dem Dreißigjährigen Krieg an vielen Höfen Französisch gesprochen wurde und selbst preußische Könige diese Sprache besser beherrschten als Deutsch, das nach Voltaire nur zur Kommunikation mit Soldaten und Pferden gebraucht wurde, kamen vor allem Wörter aus dem vornehmen Bereich in die deutsche Sprache (etwa Boulevard, Konfitüre, Trottoir).
Im Verhältnis zum Gesamtvolumen aller fremdsprachlichen Lehnwörter im Textkorpus der deutschen Sprache beträgt der Anteil des Niederländischen vom 12. bis zum 17. Jahrhundert zwischen 3 und 4 %. Bestimmte Sprachbereiche des Deutschen wurden stark vom Niederländischen geprägt; so gibt es vor allem in der Seemannssprache viele Entlehnungen, wie zum Beispiel die Wörter Matrose, Hängematte oder Harpune, und in den Benennungen verschiedener Meerestiere, wie Kabeljau, Hai, Makrele, Pottfisch, Walross, Bückling und Garnele. Manche deutsche Wörter, wie Tanz und Preis, sind letztendlich französisch in ihrem Ursprung, aber sind, besonders im Mittelalter, vom Niederländischen beeinflusst worden, bevor sie das deutsche Sprachgebiet erreichten.
Auch aus den slawischen Sprachen (beispielsweise Grenze, Gurke, Pistole), dem Jiddischen und dem Rotwelsch (beispielsweise meschugge, Kaff, Schickse, Schlamassel, Zoff) kamen einige Wörter ins Deutsche, jedoch war der Einfluss dieser Sprachen im Vergleich zu den vorgenannten wesentlich geringer.
In Handel (Magazin, Tarif, Tara), Botanik (Orange, Kaffee, Ingwer), Medizin (Elixier, Balsam), Mathematik (Algebra, Algorithmus, Ziffer), Chemie (alkalisch, Alkohol) und Astronomie (Almanach, Zenit, Rigel) lassen sich auch Einflüsse aus dem Arabischen ausmachen, die verstärkt im Mittelalter beispielsweise durch die Kreuzzüge nach Europa und somit auch nach Deutschland kamen. Aber auch in alltäglichen Begriffen wie Koffer, Benzin oder Limonade lassen sich arabische Einflüsse bzw. Ursprünge nachweisen.
Ab Mitte des 20. Jahrhunderts verstärkte sich der Spracheinfluss des Englischen auf das Deutsche (siehe Anglizismen). Diese Entwicklung wird von manchen skeptisch betrachtet, insbesondere dann, wenn es genügend deutsche Synonyme gibt. Kritiker merken auch an, es handle sich oftmals (beispielsweise bei Handy) um Scheinanglizismen.
Mitunter wird auch eine unzureichende Kenntnis der englischen Sprache für die Vermischung und den Ersatz bestehender deutscher Wörter durch Scheinanglizismen verantwortlich gemacht. So sprechen einer Studie der GfK zufolge nur 2,1 % der Arbeitnehmer verhandlungssicher Englisch. In der Gruppe der Unterdreißigjährigen bewerten jedoch über 54 % ihre Englischkenntnisse als gut bis exzellent. Für bessere Sprachkenntnisse könne demzufolge effizienterer Englischunterricht beitragen, und statt der Ton-Synchronisation von Filmen und Serien solle eine Untertitelung der englischsprachigen Originale mit deutschem Text erfolgen. Dies würde zugleich zu einer besseren Abgrenzung zwischen den Sprachen und einer Wahrung deutscher Sprachqualität beitragen.
Im Zuge des weltweiten Handels und des Imports von exotischen Früchten und Tieren sind auch Wörter aus ganz exotischen Sprachen mittlerweile gewöhnlicher Bestandteil des Alltages. So zählen beispielsweise zu den Tupi-Wörtern, die bis ins Deutsche gelangt sind, Piranha („Zahn-Fisch“), Tapir, Kaschu (auch Cashew „Nierenbaum“), Maracuja („Pflanze, die Früchte gibt“), Maniok („Haus der Göttin Mani“) und Carioca („Bewohner des Hauses von Cari“ = Einwohner von Rio de Janeiro nach dem Dorf Carioca, an dessen Stelle Rio erbaut wurde), ebenso Ananas („gutriechende Frucht“) und Jaguar („Dschungelhund“).

#### Einflüsse im 20. Jahrhundert

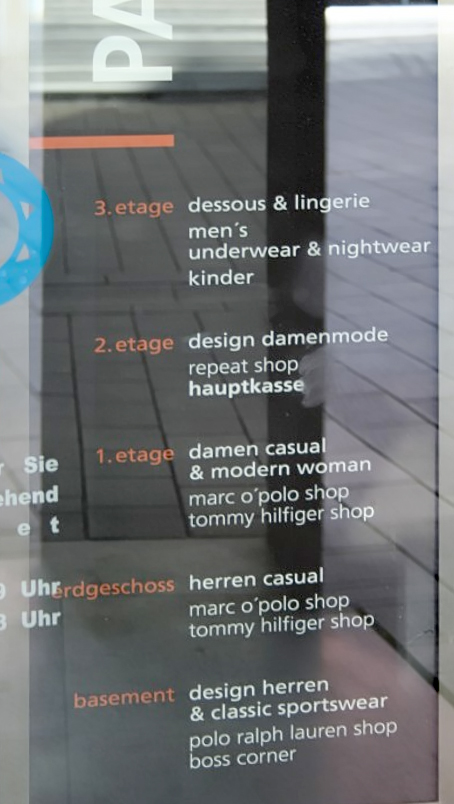
Deutscher Sprachgebrauch im 21. Jahrhundert: Mischung aus Deutsch, Englisch und Französisch in einem Bekleidungshaus

Auch im 20. Jahrhundert gab es starke Einflüsse auf die deutsche Sprache. Zum einen wurde durch die weite Verbreitung audiovisueller Massenmedien eine natürliche Tendenz zur Standardisierung gefördert, zum anderen wurde in ländlichen Gebieten bewusst eine Umerziehung von der Dialektsprache zum Hochdeutsch vorangetrieben. Hinzu kommt der Einfluss des Zweiten Weltkrieges, der dazu geführt hat, dass deutsche Sprachinseln in Europa weitgehend zerstört wurden, dass viele Sprecher der jüdischen Dialekte des Deutschen und der dem Deutschen nahen jiddischen Sprache ermordet (Holocaust) wurden oder als sprachliche Minderheit außerhalb der deutschen Sprachzone leben und aufgrund der Dominanz der umgebenden Sprachen die Verwendung des Deutschen bzw. des Jiddischen immer mehr verlieren. Auch hat die Teilung Deutschlands zu einer unterschiedlichen Entwicklung des Vokabulars und der Ausdrucksformen geführt; dies ist Gegenstand sprachwissenschaftlicher Forschung. Dem entgegen steht eine erneut vereinheitlichende Tendenz durch die gemeinsamen Medien und die personelle Mobilität in der Zeit nach der Wiedervereinigung. Besonders seit dem Zweiten Weltkrieg sehr bedeutend geworden ist der englische, genauer: angloamerikanische Einfluss auf die deutsche Sprache, insbesondere in Westdeutschland; dieser zeigt sich in der Form von Anglizismen, hauptsächlich im Wortschatz, in Redewendungen und in der Valenz einiger Verben. Ein abwertender Begriff zur Umschreibung dieses Sprachgebrauchs ist „Denglisch“ (Deutsch-Englisch).

#### Initiativen gegen den Einfluss fremder Sprachen
Die Bestrebungen, die deutsche Sprache nach Möglichkeit frei von Einflüssen aus fremden Sprachen zu halten, sind nicht neu. Während heute vielfach die in die deutsche Sprache einfließenden Anglizismen – wie beispielsweise abchecken, Net, Charts, in 2004 – in der Kritik stehen, galten die Abwehrversuche in der Vergangenheit vor allem den Einflüssen aus dem Altgriechischen, dem Latein und dem Französischen.
Verfechterin eines Schutzes der deutschen Sprache vor der Verfremdung („Verwelschung“, „Sprachverketzerung“) war im 17. Jahrhundert besonders die Fruchtbringende Gesellschaft. In dieser Zeit schuf man neue Ausdrücke, die zum Teil noch heute fester Bestandteil des deutschen Wortschatzes sind, wie beispielsweise „Mehrzahl“ (statt Numerus pluralis oder Pluralis), „Mundart“ (statt Dialekt), „Verfasser“ (statt Autor), „Wörterbuch“ (statt Vocabularius, Dictionarium, Diktionär oder dictionnaire), „Jahrhundert“ (statt Säkulum), „Anschrift“ (statt Adresse), „Lehrsatz“, „Staatsmann“ und „Briefwechsel“. Viele Wörter entstanden dabei als direkte Übersetzungen der lateinischen Wortstrukturen in sinngleichen Präpositionen und Wortstämmen althochdeutscher Herkunft (etwa „Rückblick“ statt Retrospektive). Im Allgemeinen wurden die Latinismen aus dem Wortschatz aber nicht verdrängt, sondern sind als Synonyme erhalten. Im Gegensatz zu den Latinismen im Wortschatz der französischen oder englischen Sprache ist die Sinnherkunft vieler in dieser Zeit neugeprägten Wörter auch für Nicht-Lateiner erkennbar und semantisch zugänglich.
In anderen Fällen schoss man damals in der Absicht, fremdsprachliche Wörter durch neue deutsche zu ersetzen, aber über das Ziel hinaus. Zumindest konnten sich die folgenden Neubildungen nicht durchsetzen. So sollte Spiegel durch „Schauglas“ (das letztlich einen anderen Sinn erhielt), Pistole durch „Meuchelpuffer“, Nase durch „Gesichtserker“ oder Mumie durch „Dörrleiche“ ersetzt werden, während die römische Göttin der Morgenröte (Aurora) in Rötinne und die Göttin der Liebe (Venus) in Lustinne umbenannt werden sollte. Allerdings ist umstritten, ob diese Götternamen wirklich ersetzt werden sollten. Sie könnten auch als bloße Erklärungen fungiert haben.
Ende des 19. und zu Beginn des 20. Jahrhunderts sorgte vor allem der Allgemeine Deutsche Sprachverein, Vorgänger der Gesellschaft für deutsche Sprache, für neue Wortschöpfungen. Manche von ihnen konnten sich – insbesondere im Bereich des Straßen- und Schienenverkehrs – durchsetzen oder wurden zumindest als Synonym angenommen, beispielsweise „Landstraße“ für Chaussee, „Abteil“ für Coupé, „Umwelt“ für Milieu oder „Leitbild“ für Ideal. Eine Reihe dieser Wortschöpfungen haben sich nur in Deutschland und Österreich durchgesetzt, nicht aber in der Schweiz, so dass die ursprünglichen fremdsprachigen Begriffe mittlerweile wie Helvetismen erscheinen: „Bürgersteig“ für Trottoir, „Torwart“ für Goalie, „Elfmeter“ für Penalty, „Schaffner“ für Conducteur, „Fahrschein“ für Billet, „Bahnsteig“ für Perron, „Fernsprecher“ für Telephon, „Kraftwagen“ für Automobil, „Erdgeschoss“ für Parterre sind Beispiele. Von den beiden vorgeschlagenen Alternativen für Elektrizität oder Electricität konnte sich „Strom“ behaupten, während „Glitz“ nicht den Gefallen der Bevölkerung fand. „Elektrizität“ blieb aber erhalten und wurde sprachlich mit dem neuen Synonym „Strom“ sogar in Begriffen wie „elektrischer Strom“ oder „E-Strom“ verbunden. Weitere dieser Wortneuschöpfungen des ausklingenden 19. und beginnenden 20. Jahrhunderts, die sich nicht durchsetzen konnten und daher heute als Kuriosa wirken, sind neben vielen anderen: „Strahlfang“ für Empfangsantenne, „Nahrohr“ für Mikroskop, „Glitzbetrieb“ für Elektromotor, „Kraftwagenschuppen“ für Garage, „Schneckel“ für Spirale, „Zielung“ für Tendenz.

## Verschriftlichung
Den Übergang von der Mündlichkeit zur Schriftlichkeit vollzog die deutsche Sprache zu einem großen Teil im Mittelalter. Frühere, noch erhaltene Schriftzeugnisse der Germanenstämme sind in der Runenschrift verfasst, die für Inschriften benutzt wurde und wohl im Zuge der Christianisierung im Frühmittelalter außer Gebrauch kam. Die Sprache der Akten und Urkunden, der Rechtsbücher, der Geschichtsschreibung, der Wissenschaft überhaupt und der Poesie wurde die lateinische als lingua universalis. Nach und nach verfasste man Schriftstücke deutscher Sprache mit lateinischen Buchstaben. Dies begann mit den Zeugenlisten der Urkunden, welche deutsche Eigennamen enthalten. Die ersten entstanden im 7. Jahrhundert im westfränkischen Gebiet. Die früheste deutsche Lyrik ist das Wessobrunner Gebet auf einem Schriftzeugnis von ca. 790. Das noch germanisch-mythologische Hildebrandslied dürfte kurz nach 800 verschriftlicht worden sein. Im 9. Jahrhundert folgten erste größere Dichtungen in althochdeutscher Sprache wie die Evangelien-Harmonie Otfrieds von Weißenburg. Erst im 12. Jahrhundert begann eine reiche Entwicklung der deutschen Dichtung.
Obwohl die erste heute noch erhaltene Urkunde in deutscher Sprache, eine Schenkungsurkunde aus Augsburg, schon zwischen 1063 und 1077 erstellt wurde, nahm die deutsche Urkundensprache erst im ausgehenden 12. Jahrhundert im Südwesten des Sprachgebiets ihren Anfang. Es handelt sich um Schiedssprüche, Kaufverträge, Schreinsurkunden. Die deutsche Urkundensprache nahm in den oberrheinischen und donauischen Gebieten ihren Ursprung und breitete sich nach Niederdeutschland aus, welches doch einige Jahrzehnte länger dem Lateinischen die Treue hielt. Das erste deutschsprachige Reichsgesetz war der Mainzer Landfriede von 1235. Königsurkunden waren vor Friedrich II. (13. Jh.) fast ausschließlich lateinisch, schrittweise setzte sich das Deutsche durch und sie wurden unter Ludwig dem Bayern (14. Jh.) bereits häufig auf Deutsch verfasst.
Im 14. und 15. Jahrhundert kam es zu einem signifikanten Anstieg deutscher Belletristik sowie von Andachts- und Erbauungsbüchern und schließlich zur ersten deutschen Bibelübersetzung. Reformatorische Schriften und die evangelische Kirche im Allgemeinen wirkten wie ein Motor für die deutsche Schriftsprache. Einen kleinen Dämpfer erhielt das Deutsche durch den Humanismus, in dessen Dunstkreis ausschließlich auf Lateinisch geschrieben wurde. 1570 bildeten die auf Lateinisch verfassten Bücher noch 70 % aller in Deutschland gedruckten Bücher. Das lateinische Geschriebene wich gegen Ende des 17. Jahrhunderts hinter das deutsche zurück (ab 1692), als auch die Wissenschaft die deutsche Schriftsprache verwendete. Christian Thomasius hielt im Winter 1687/1688 an der Universität Leipzig eine Vorlesung auf Deutsch und durch seinen Einfluss wurde die Universität Halle, wo er später seinen Lehrstuhl hatte, eine der ersten Universitäten mit deutscher Unterrichtssprache. Die Geschichtswissenschaft bediente sich im späten 17. Jahrhundert mehrheitlich des Deutschen für ihre Schriftwerke, im 18. Jahrhundert zogen die Philosophie und die Medizin nach. Am spätesten wurde die Rechtswissenschaft eingedeutscht, da hatte erst 1752 das Deutsche die größere Anzahl an Werken aufzuweisen.
Um 1730 bildeten die lateinischen Schriften nur noch 30 % der Erscheinungen des Büchermarktes, ehe das Lateinische als Schriftsprache gegen 1800 so gut wie ausstarb, außer in der katholischen Theologie.

## Varietäten
Der deutsche Sprachraum ist ein Teil des kontinental-westgermanischen Dialektkontinuums, in dem gewöhnlich benachbarte lokale Mundarten gegenseitig verständlich sind und die Unterschiede umso größer werden, je weiter voneinander entfernt zwei Mundarten gesprochen werden. Gemein ist dem gesamten deutschen Sprachraum nur die Standardsprache, die die Mundarten und regionalen Umgangssprachen überdacht und die ihrerseits mehrere Standardvarietäten umfasst. Die Unterschiede zwischen den Standardvarietäten sind jedoch relativ gering, während manche Mundarten im deutschen Sprachraum von anderen Mundartsprechern oder standarddeutschen Sprechern kaum verstanden werden.
Die wissenschaftliche Einteilung der deutschen Mundarten beruht auf Untersuchungen des 19. Jahrhunderts. Zur gleichen Zeit begann vielerorts eine Herausbildung von Umgangssprachen als einer Art Mischform zwischen Standardsprache und Dialekt. Abgesehen davon, dass in den Schulen die hochdeutsche Standardsprache unterrichtet wurde und wird, hatte im 20. Jahrhundert vor allem die stark anwachsende Verbreitung von Hörfunk und Fernsehen entscheidenden Einfluss auf die Sprachentwicklung; in Deutschland kamen der Untergang geschlossener Dialekträume und die geographische Bevölkerungsmischung aufgrund der Fluchtbewegungen nach dem Zweiten Weltkrieg hinzu. Seit Mitte des 20. Jahrhunderts verdrängt daher die Umgangssprache verstärkt die alten Dialekte. In der Schweiz und in Österreich herrscht bis heute wesentlich häufiger Dialektgebrauch, doch die Tendenz zur Superregionalisierung ist auch dort zu beobachten.

### Standardvarietäten

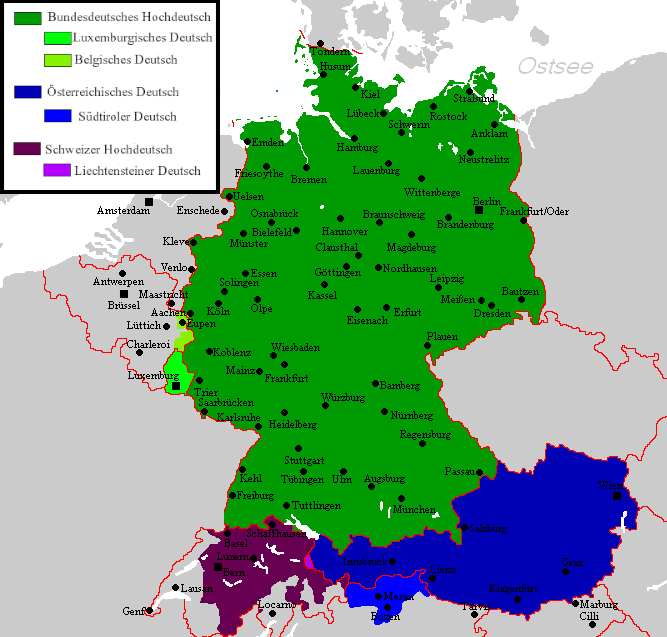
Die nationalen und regionalen Varietäten der deutschen Standardsprache

Innerhalb der plurizentrischen deutschen Standardsprache werden als Standardvarietäten zum einen das bundesdeutsche, das österreichische und das Schweizer Standarddeutsch, zum anderen – mit einem geringeren Grad an normativer Selbständigkeit – das Standarddeutsch Belgiens, Südtirols, Liechtensteins und Luxemburgs unterschieden.
In Deutschland, Österreich, Südtirol und dem deutschsprachigen Teil Belgiens erfüllen die jeweiligen Varietäten des Standarddeutschen jeweils alle typischen Funktionen einer Standardsprache. In der Schweiz beschränkt sich die Verwendung der Schweizer Varietät des Standarddeutschen überwiegend auf den Bereich der Schriftsprache, Umgangssprache sind fast ausschließlich die schweizerdeutschen Dialekte. In Luxemburg existiert neben der luxemburgischen Form des Standarddeutschen eine eigenständige luxemburgische Standardvarietät, die einige der Funktionen einer Standardsprache erfüllt.
Der standardisierte Wortschatz, der in allen sieben nationalen Voll- und Halbzentren des deutschsprachigen Raumes identisch ist, wird als Gemeindeutsch bezeichnet. Dieser Wortschatz des Gemeindeutschen stellt keine eigene Sprachvarietät dar, bildet aber den Grundstock aller Varietäten des Standarddeutschen.

### Dialekte
| Deutsches Sprachgebiet um 1900 (nach Peter Wiesinger und König) mit den folgenden dialektalen Großgruppen: Niederfränkisch 1. Niederrheinisch Niederdeutsch 4. Westfälisch 5. Nordniedersächsisch 6. Ostfälisch 7. Mecklenburgisch-Vorpommersch 8. Brandenburgisch 9. Mittelpommersch 10. Ostpommersch 11. Niederpreußisch Mitteldeutsch 12. Ripuarisch 13. Luxemburgisch 14. Moselfränkisch 15. Rheinfränkisch 16. Zentralhessisch 17. Nordhessisch 18. Osthessisch 19. Thüringisch 20. Nordobersächsisch 21. Südmärkisch 22. Obersächsisch 23. Schlesisch 24. Hochpreußisch Oberdeutsch 25. Oberfränkisch 26. Nordbairisch 27. Zentralbairisch 28. Südbairisch 29. Schwäbisch 30. Niederalemannisch 31. Mittelalemannisch 32. Hochalemannisch 33. Höchstalemannisch Deutsche Sprachinseln in fremdsprachigem Gebiet |

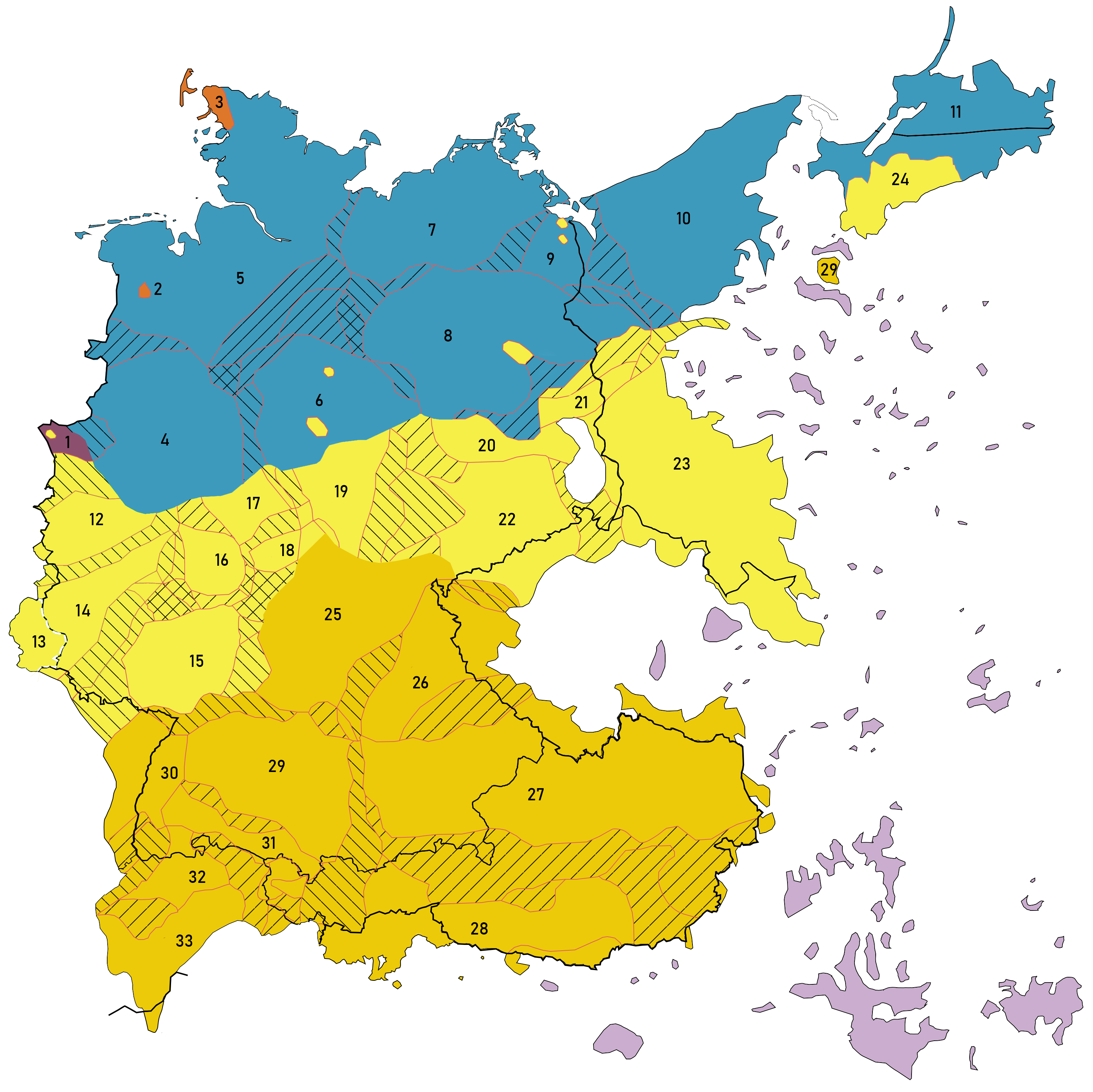

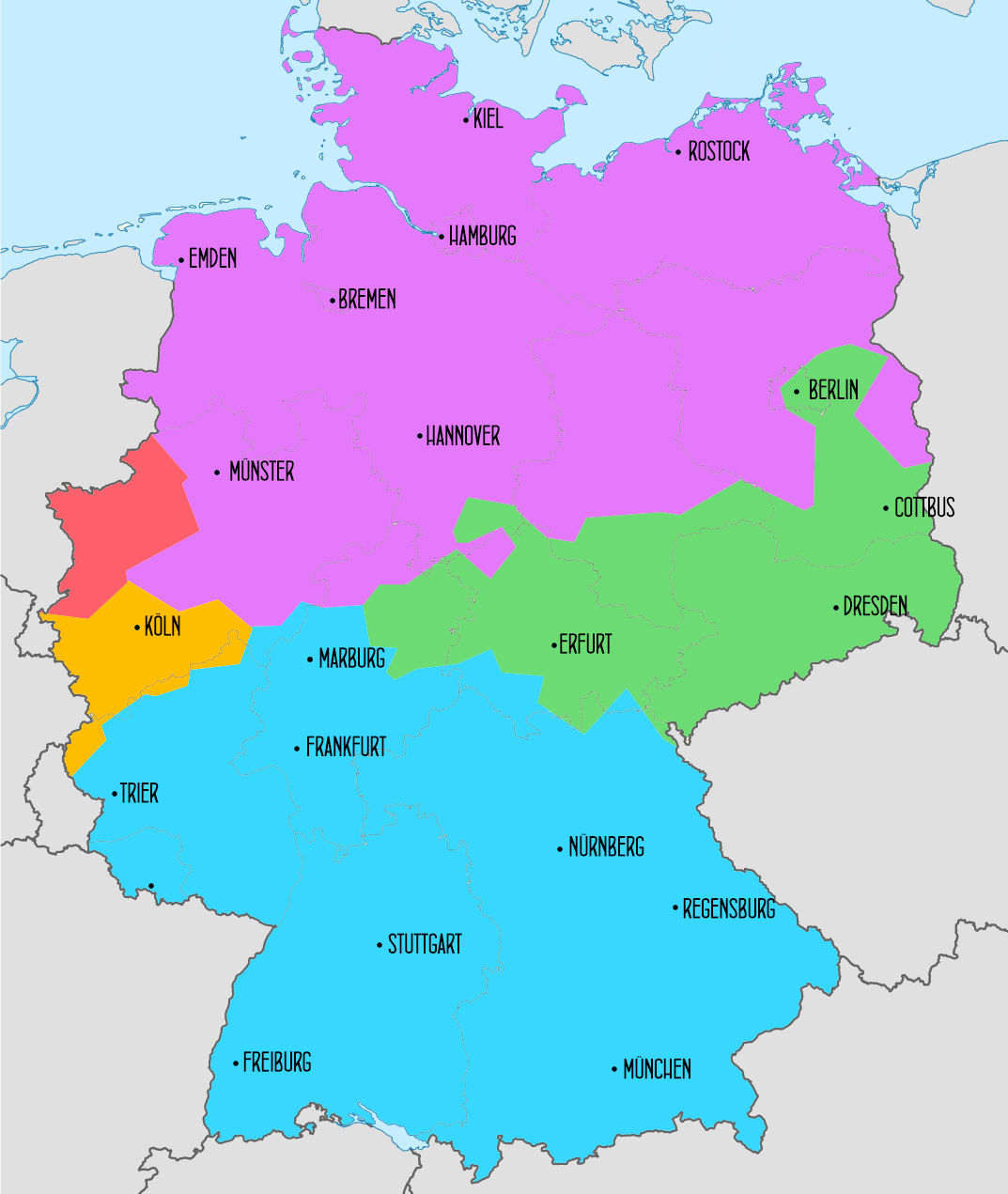
Ausspracheabstände von Dialekten in Deutschland, kartiert nach Clustern:
Niederdeutscher Cluster
Ostmitteldeutscher Cluster
Oberdeutscher Cluster
Ripuarischer Cluster
Niederrheinisch-westmünsterländischer Cluster

Eine Grobeinteilung der deutschen Dialekte erfolgt üblicherweise entlang der Benrather Linie in die niederdeutschen Dialekte im Norden, die die zweite deutsche Lautverschiebung nicht mitgemacht haben, und die hochdeutschen Dialekte im Süden, die von der zweiten deutschen Lautverschiebung betroffen sind.
Die hochdeutschen Dialekte lassen sich nochmals in mittel- und oberdeutsche Dialekte einteilen. Als (Sprach-)Grenze zwischen mittel- und oberdeutschen Dialekten wurde früher häufig die Karlsruher Linie (euch/enk-Linie an der ostfränkisch-bairischen und die mähe/mähet-Linie an der südfränkisch-schwäbischen Dialektgrenze) angeführt. Heute wird allgemein die Speyerer (Appel/Apfel-Linie), für den Westen aber auch die dort fast gleich verlaufende Germersheimer Linie (Pund/Pfund-Linie) als Sprachgrenze zwischen Ober- und Mitteldeutsch angesehen.
In den meisten mittel- und oberdeutschen Varietäten ist die zweite hochdeutsche Lautverschiebung nur teilweise durchgeführt, so auch in den ostmitteldeutschen Varietäten, die zu einem großen Teil zur Herausbildung der Standardsprache beigetragen haben. Das Mittel- und Oberdeutsche variiert dabei vom Hoch- und Höchstalemannischen sowie dem bairischen Tirolerischen, die als einzige Varietäten die zweite deutsche Lautverschiebung vollständig durchgeführt haben, bis hin zu Varietäten, in denen die Lautverschiebung sehr eingeschränkt vorhanden ist. Im Allgemeinen wird jedoch die Benrather Linie (maken/machen) als Nordgrenze der hochdeutschen Varietäten angesehen.
Als Niederdeutsch werden diejenigen Varietäten bezeichnet, in denen die zweite bzw. hochdeutsche Lautverschiebung nicht oder nur zu einem geringen Teil vollzogen worden ist. Das Niederdeutsche stammt vom Altsächsischen ab und wird in Norddeutschland und im Nordosten der Niederlande (dort unter der Bezeichnung „nedersaksisch“) gesprochen. Von den Sprechern wird es strikt als eigenständige Sprache verstanden. Das Niederdeutsche hat im Rahmen der Sprachencharta des Europarats in Deutschland und den Niederlanden einen offiziellen Status als Regionalsprache erhalten. Zuvor hatten die deutschen Länder Hamburg, Schleswig-Holstein, Niedersachsen, Mecklenburg-Vorpommern und Bremen Niederdeutsch für einen Schutz gemäß Teil III der Sprachencharta angemeldet.
Die kleverländischen Varietäten des Niederfränkischen am deutschen Niederrhein haben ebenso wie die niederdeutschen Mundarten die zweite bzw. hochdeutsche Lautverschiebung nicht oder nur zu einem geringen Teil vollzogen. Sie sind jedoch sprachtypologisch enger mit den angrenzenden niederländischen Mundarten als mit den benachbarten deutschen verwandt. Ihre Zuordnung zum Niederdeutschen ist daher umstritten. Sie gehen ebenso wie das Niederländische auf das Altniederfränkische (Altniederländische) zurück.
Die Mundarten des Gebietes zwischen der Uerdinger Linie (ik-/ich-Linie) und der Benrather Linie (maken-/machen-Linie) (Düsseldorf, Mönchengladbach, Krefeld, Neuss) weisen sowohl niederfränkische als auch mittelfränkische Züge auf und sind ein mundartliches Übergangsgebiet zwischen den mitteldeutschen-mittelfränkischen und den niederländischen und niederdeutschen Mundarten.
Die niederdeutschen und mittelfränkischen Mundarten werden umgangssprachlich zumeist als Platt bezeichnet.
- Hochdeutsche Dialekte
  - Mitteldeutsch
    - Westmitteldeutsch
      - Mittelfränkisch (Ripuarisch, Moselfränkisch, Luxemburgisch, West-Lothringisch)
      - Rheinfränkisch (Pfälzisch, Hessisch, Nassauisch, Saarländisch, Ost-Lothringisch)

    - Ostmitteldeutsch
      - Südmärkisch (Mischform mit Ostniederdeutsch)
      - Hochpreußisch
      - Schlesisch
      - Thüringisch-Obersächsisch, (Kolonialdialekte)

  - Oberdeutsch
    - Alemannisch im weiteren Sinne, Schwäbisch-Alemannisch
      - Niederalemannisch (besonders im Elsass und in Baden)
      - Mittelalemannisch (besonders nördlich und östlich des Bodensees und in Vorarlberg)
      - Hochalemannisch (darunter die schweizerdeutschen Dialekte des Mittellands und des Juras sowie der südlichste Teil des Elsässischen)
      - Höchstalemannisch (die alpinen schweizerdeutsche Dialekte)
      - Schwäbisch

    - Bairisch
      - Nordbairisch
      - Mittelbairisch
      - Südbairisch

    - Ostfränkisch, umgangssprachlich „Fränkisch“
      - Ansbachisch
      - Erzgebirgisch
      - Hohenlohisch
      - Unterfränkisch
      - Oberfränkisch
      - Vogtländisch
      - Vorvogtländisch

    - Süd-Rheinfränkisch
- Niederdeutsch oder Plattdeutsch
  - Niedersächsisch im engeren Sinne
    - Nordniedersächsisch (auch „Nordniederdeutsch“)
    - Ostfälisch
    - Westfälisch

  - Ostniederdeutsch
    - Märkisch
    - Mecklenburgisch-Vorpommersch
    - Niederpreußisch
    - Ostpommersch
- Niederfränkisch
  - Kleverländisch

### Mischsprachen
Die Klassifizierung der Mischsprache Missingsch aus Hochdeutsch und Niederdeutsch ist unklar. Ähnlich ist es beim Petuh mit hochdeutschen, niederdeutschen, dänischen und südjütischen Sprachelementen. Das Südjütische mit starken Einflüssen der niederdeutschen Sprache und mit teilweise älteren nordischen Formen wird allgemein als Dialekt der dänischen Sprache eingestuft. Auch die im Norden Schleswig-Holsteins verbreitete dänische Varietät Sydslesvigdansk (Südschleswigdänisch) hat deutsche Einflüsse, ihre Klassifizierung als Dialekt, Variante des Reichsdänischen oder als Mischsprache ist noch nicht abgeschlossen.
Die diversen „Mischsprachen“ in Nordamerika wie beispielsweise das Texasdeutsch sind Akzente oder Dialekte entweder der hochdeutschen oder der niederdeutschen Sprache. 
Paraná-Wolga-Deutsch in Argentinien und Brasilien ist eine Varietät auf dialektaler Grundlage, deren Vorgeschichte in Russland liegt.
Riograndenser Hunsrückisch ist eine auf dem Hunsrückischen basierende Varietät in Brasilien. Essekerisch aus Osijek (Kroatien) hat auch ein Dialektsubstrat.
Jedoch gibt es nicht nur Mischsprachen aus deutschen Varietäten und anderen germanischen Sprachen. Aus Deutsch und Niedersorbisch entstand das sogenannte Ponaschemu. Das Wasserpolnisch mit Elementen der deutschen Sprache bzw. der oberschlesischen Mundart wird teilweise als Dialekt des Polnischen, teilweise als eigene Sprache klassifiziert.
Das Jiddische, das nach überwiegender Auffassung ursprünglich auf das Mittelhochdeutsche zurückgeht, sich jedoch vor allem unter slawischen und hebräischen Einflüssen eigenständig weiterentwickelt und eine eigene Schriftsprache ausgebildet hat, wird in der Sprachwissenschaft im Allgemeinen als eigenständige Sprache betrachtet.
Unklar ist der Status des in Schlesien noch von etwa 100 älteren Menschen gesprochenen Wymysörisch (Wilmesau-Deutsch).

### Kreolsprachen und Pidginsprachen auf deutscher Grundlage
Im Zuge der Kolonialisierung entstand im heutigen East New Britain (in Papua-Neuguinea) das sogenannte Unserdeutsch, eine deutschbasierte Kreolsprache, in Namibia entstand daneben noch das Küchendeutsch, eine Pidginsprache. Das Unserdeutsch ist jedoch mittlerweile fast ausgestorben, da die meisten Sprecher auswanderten. Außerdem haben sich in Papua-Neuguinea bis zu 150 Wörter deutschen Ursprungs in der Sprache Tok Pisin erhalten. Das Küchendeutsch hingegen hat heute noch etwa 15.000 – zumeist ältere – Sprecher.
Ebenso wie andere Pidgin- und Kreolsprachen sind Unserdeutsch und Küchendeutsch aus sprachwissenschaftlicher Sicht als eigenständige sprachliche Systeme zu betrachten.

## Verbreitung und rechtlicher Status

(Beschreibung siehe folgendes Bild)

Deutsch ist offizielle oder ko-offizielle Amtssprache (de jure oder de facto) und Muttersprache der Bevölkerungsmehrheit.
Deutsch ist eine ko-offizielle Amtssprache, doch nicht Muttersprache der Bevölkerungsmehrheit.
Deutsch (oder eine Varietät des Deutschen) ist eine rechtlich anerkannte Minderheitensprache (Quadrate bei zu geringer geografischer Ausdehnung/zu dünner Verteilung).
Deutsch (oder eine Varietät des Deutschen) wird von einer nennenswerten Minderheit gesprochen (>50.000), hat jedoch keinen rechtlichen Status.

Etwa 100 Millionen Menschen sprechen Deutsch als Muttersprache und noch einmal so viele als Fremdsprache. Aktuell lernen weltweit rund 15,5 Millionen Menschen die deutsche Sprache. Es besteht diesbezüglich in den meisten Ländern eine steigende oder konstante Tendenz.
Sieben Staaten und Territorien, die Deutsch als eine ihrer Amtssprachen führen, genannt deutschsprachiger Raum, sind im Rat für deutsche Rechtschreibung organisiert. Darüber hinaus findet seit 2004 ein alljährliches informelles Treffen der deutschsprachigen Länder statt, bei welchem die Staatsoberhäupter aller sechs souveränen Staaten in Europa zusammenkommen, welche Deutsch als eine ihrer gesamtstaatlichen Amtssprachen führen.

### Geographische Eckdaten des Sprachraumes
Den westlichsten Punkt des geschlossenen deutschen Sprachraumes in Mitteleuropa, in dem Deutsch bzw. ein deutscher Dialekt die gegenwärtige Umgangssprache ist, stellt die Gemeinde Rambruch in Luxemburg dar. Genau 850 km östlich befindet sich mit der österreichischen Gemeinde Deutsch Jahrndorf im Burgenland dessen östlichster Punkt. Im Norden markiert die deutsche Gemeinde List auf Sylt das Ende des Sprachraumes, welche nahezu exakt 1005 km nördlich ihres Gegenstückes, der Schweizer Gemeinde Zermatt am Matterhorn, liegt.

### Deutsch als Muttersprache

#### Sprecheranzahl
Seit Anfang der 1990er Jahre wird die Anzahl der deutschen Muttersprachler mit rund 90 bis 100 Millionen weltweit angegeben. Quantitative Unterschiede ergeben sich aufgrund mehrerer Faktoren:
- Die Zugehörigkeit zu einer Sprachgruppe bzw. die Mutter- oder Zweitsprache von Menschen wird in den meisten Ländern nicht statistisch erfasst und kann daher nur (oft ungenau) extrapoliert werden. Des Weiteren können bei stattfindenden Erhebungen bilinguale Menschen (d. h. mit zwei Muttersprachen) oft nur eine Angabe machen.
- Die Zugehörigkeit einiger (oft sprecherstarker) Varietäten zur deutschen Sprache, d. h. zur Dachsprache Deutsch, ist umstritten oder hat sich in der jüngeren Geschichte geändert (z. B. Elsässisch, Luxemburgisch und Limburgisch).
- Bei zahlreichen Angaben wird zwischen Muttersprachlern und Zweitsprachlern (z. B. viele Menschen mit Migrationshintergrund in den deutschsprachigen Ländern) nicht differenziert, sondern lediglich deren Summe oder aber nur Ersteres angegeben.

Ethnologue gibt die Zahl der Erst- und Zweitsprachler des Standarddeutschen in Deutschland mit rund 79 Millionen an, davon rund 71 Millionen Erstsprachler. Es bezieht (oft bilinguale) Sprecher anderer Varietäten weltweit (z. B. Bairisch, Schweizerdeutsch oder Riograndenser Hunsrückisch) nicht mit ein und weist darüber hinaus selbst auf die Unvollständigkeit der Liste hin. Weltweit soll es laut Ethnologue rund 76 Millionen Erst- und 56 Millionen Zweitsprachler des Standarddeutschen geben, was zusammen rund 132 Millionen Sprecher ausmacht. Addiert man die angegebenen Sprecherzahlen des Standarddeutschen mit denen der Varietäten, welche unter „Standard German“ nicht aufgelistet sind, so ergeben sich rund 90 Millionen Erstsprachler des Deutschen. Basierend auf repräsentativen Erhebungen und Bevölkerungsstatistiken gehen andere Autoren von maximal rund 95 Millionen Muttersprachlern aus. Angaben von bis zu 105 Millionen Sprechern beziehen sehr wahrscheinlich Zweitsprecher und/oder umstrittene, aber sprecherstarke Varietäten mit ein. Deutsch war damit 2012 die meistverbreitete Muttersprache in der Europäischen Union.

##### Geographische Verbreitung und Sprecherzahlen
| Land                    | Sprecherzahl |
| ----------------------- | --- |
| Argentinien             | 400.000 |
| Australien              | etwa 79.000 |
| Belgien                 | 78.000 (in Ostbelgien, als Minderheit auch noch im Montzener und Areler Land; Deutsch ist eine der drei offiziellen Sprachen Belgiens, gemeinsam mit Niederländisch und Französisch), zuzüglich etwa 40.000 deutschsprachige Einwanderer |
| Bolivien                | 70.000 bis 140.000 Russlandmennoniten, die zäh am Deutschen festhalten, im Alltag in Form des Plautdietschen, einem niederdeutschen Dialekt, in Kirche und Schrifttum jedoch am Hochdeutschen |
| Brasilien               | 1.500.000 (mit Riograndenser Hunsrückisch möglicherweise bis zu 3.000.000) |
| Chile                   | 20.000 (siehe auch Launa-Deutsch) |
| Dänemark                | 25.900 (in Nordschleswig), ein Teil davon auch Niederdeutsch (etwa zwei Drittel der Angehörigen der deutschen Minderheit bedienen sich jedoch des südjütischen Dialekts als Umgangssprache) |
| Deutschland             | etwa 76–77 Millionen, die Deutsch als Muttersprache haben; Deutsch ist gesetzliche Amtssprache |
| Dominikanische Republik | 30.000 |
| Estland                 | knapp 2.000 (Deutsch-Balten, Russlanddeutsche) |
| Frankreich              | 1.200.000, v. a. im Elsass und dem nordöstlichen Lothringen (46 % der Elsässer gaben 2022 an, über gute Kenntnisse in Elsässisch zu verfügen) • 79 % der Ab-65-Jährigen • 55 % der 55-bis-64-Jährigen • 43 % der 45-bis-54-Jährigen • 28 % der 35-bis-44-Jährigen • 19 % der 25-bis-34-Jährigen • 9 % der 18-bis-24-Jährigen • 3 % der 3-bis-17-Jährigen (2012) |
| Griechenland            | 45.000 |
| Irland                  | 100.000 |
| Israel                  | 200.000 (siehe auch Jiddisch) |
| Italien                 | 310.000 (allein in Südtirol; dazu kommen die deutschen Sprachinseln sowie deutschsprachige Ausländer) |
| Kanada                  | 438.000 |
| Kasachstan              | 180.000 (siehe auch Kasachstandeutsche) |
| Kirgisistan             | 8.300 (siehe auch Kirgisistandeutsche) |
| Kroatien                | 3.013 |
| Lettland                | gut 3.000 (Deutsch-Balten, Russlanddeutsche) |
| Liechtenstein           | über 30.000 (Deutsch ist alleinige Amtssprache) |
| Litauen                 | gut 3.000, vor allem im Memelland (Ostpreußen, Deutsch-Balten, Russlanddeutsche) |
| Luxemburg               | 474.000 (Deutsch ist gemeinsam mit dem mitteldeutschen Luxemburgisch und Französisch gesetzliche Amtssprache.) |
| Mexiko                  | 80.000–90.000 |
| Namibia                 | 30.000 (Deutsch ist eine der gesetzlich anerkannten „Nationalsprachen“) |
| Niederlande             | 80.000–110.000 |
| Österreich              | 7,57 Millionen deutschsprachige Österreicher (Deutsch als gesetzliche Amtssprache neben Minderheitensprachen) |
| Paraguay                | 166.000 |
| Polen                   | 96.000, wovon 58.000 Muttersprachler sind (hauptsächlich in der Woiwodschaft Opole) |
| Rumänien                | 45.000 |
| Russland                | 400.000 |
| Schweden                | Etwa 50.000 Menschen sprechen Deutsch als Muttersprache. Sie leben verteilt im ganzen Land, besonders in den Großstädten Stockholm, Göteborg und Malmö, aber auch in ländlichen Regionen, wie zum Beispiel Småland. Hinzu kommt eine unbekannte Anzahl Menschen mit deutschen Wurzeln. Deutsche bilden eine der ältesten Einwanderergruppen im Land und sind seit dem Mittelalter vertreten. |
| Schweiz                 | 5 Millionen (63,7 % der Schweizer Bevölkerung; Deutsch ist gesetzliche Amtssprache mit Französisch, Italienisch und Rätoromanisch) |
| Serbien                 | 5.000 (siehe auch Donauschwaben in der Vojvodina) |
| Slowakei                | 5.186 Muttersprachler (siehe auch Karpatendeutsche), Deutsch als 2. Amtssprache in der Gemeinde Blaufuss |
| Slowenien               | 1.628 |
| Spanien                 | 100.000 (Touristenzuzug, davon allein 60.000 auf den Balearen) |
| Südafrika               | 100.000 deutsche Staatsangehörige, siehe Auswärtiges Amt (siehe auch Nataler Deutsch) |
| Thailand                | 25.000 |
| Tschechien              | 39.100 |
| Türkei                  | 25.000 |
| Ukraine                 | 33.000 |
| Ungarn                  | 35.000–200.000 (siehe auch Ungarndeutsche, Donauschwaben) |
| Vereinigte Staaten      | 1.100.000. Zu den statistisch erfassten Deutschsprachigen kommen noch hunderttausende Sprecher in sehr konservativen Täufergruppen, die meist von der amtlichen Statistik nicht erreicht werden, darunter Amische alter Ordnung (350.000) mit Pennsylvaniadeutsch und zwei alemannischen Dialekten, Mennoniten alter Ordnung (40.000) mit Pennsylvaniadeutsch, Russlandmennoniten (15.000) mit Plautdietsch und Hutterer (12.000) mit Hutterisch. In diesen Gruppen bedient man sich im Alltag eines deutschen Dialekts, in Kirche und Schrifttum jedoch eines altertümlichen Hochdeutschen, wobei meist zäh am Deutschen festgehalten wird, selbst von Menschen, deren Vorfahren bereits vor 300 Jahren nach Nordamerika ausgewandert sind. |
| Vereinigtes Königreich  | 77.000 |
| Insgesamt               | ca. 98 Millionen |

Die Aufstellung zeigt nur Staaten mit vermutlich mehr als 25.000 Deutschsprachigen oder Staaten, die historisches deutsches Siedlungsgebiet waren. Die angegebenen Zahlen beruhen zum Großteil nicht auf der tatsächlichen Zahl der aktiven Sprecher – welche so gut wie nicht erfasst werden kann –, sondern auf Hochrechnungen, Staatsangehörigkeiten, alten Auswanderungszahlen usw. Deshalb liegen einige Zahlen möglicherweise weit über oder unter den anzunehmenden tatsächlichen Werten.

##### Deutschsprachige Medien im Ausland
Ein guter Indikator für die weltweite Verbreitung der deutschen Sprache sind die deutschsprachigen Auslandsmedien, deren Zahl leicht zunimmt.

### Verbreitung als Muttersprache und rechtlicher Status

#### Geschlossener deutscher Sprachraum
(geordnet nach ungefähren Sprecherzahlen)

##### Deutschland
In Deutschland ist Deutsch die gebräuchlichste Sprache. Deutsch ist Amtssprache, wird als Standardsprache in den überregionalen Medien und als Schriftsprache verwendet. Als Sprache des Alltags wird es in vielen Regionen fast ausschließlich gesprochen (oft regional leicht eingefärbt). Der Übergang zu den deutschen Dialekten ist fließend.
In Deutschland ist Deutsch:
- nach § 23 Verwaltungsverfahrensgesetz (VwVfG) und ebenso
- nach § 19 Zehntes Buch Sozialgesetzbuch (SGB X) als Amtssprache,
- nach § 5 Beurkundungsgesetz (BeurkG) als Sprache für notarielle Urkunden,
- nach § 244 Handelsgesetzbuch (HGB) als Sprache für Jahresabschlüsse von Unternehmen,
- nach § 184 Gerichtsverfassungsgesetz (GVG) als Gerichtssprache festgelegt.

Die Frage, ob unter Deutsch rechtlich ausschließlich die hochdeutsche oder auch die niederdeutsche Sprache subsumiert wird, wird juristisch uneinheitlich beantwortet: Während der BGH in einer Entscheidung zu Gebrauchsmustereinreichung beim Münchener Patentamt in plattdeutscher Sprache das Niederdeutsche einer Fremdsprache gleichstellt („Niederdeutsche (plattdeutsche) Anmeldeunterlagen sind im Sinn des § 4a Abs. 1 Satz 1 GebrMG nicht in deutscher Sprache abgefasst.“ – BGH-Beschluss vom 19. November 2002 – Az.: X ZB 23/01), ist nach dem Kommentar von Foerster/Friedersen/Rohde zu § 82 a des Landesverwaltungsgesetzes Schleswig-Holstein unter Verweis auf Entscheidungen höherer Gerichte zu § 184 des Gerichtsverfassungsgesetzes seit 1927 (OLG Oldenburg, 10. Oktober 1927 – K 48, HRR 1928,392) unter dem Begriff deutsche Sprache sowohl Hochdeutsch wie auch Niederdeutsch zu verstehen.

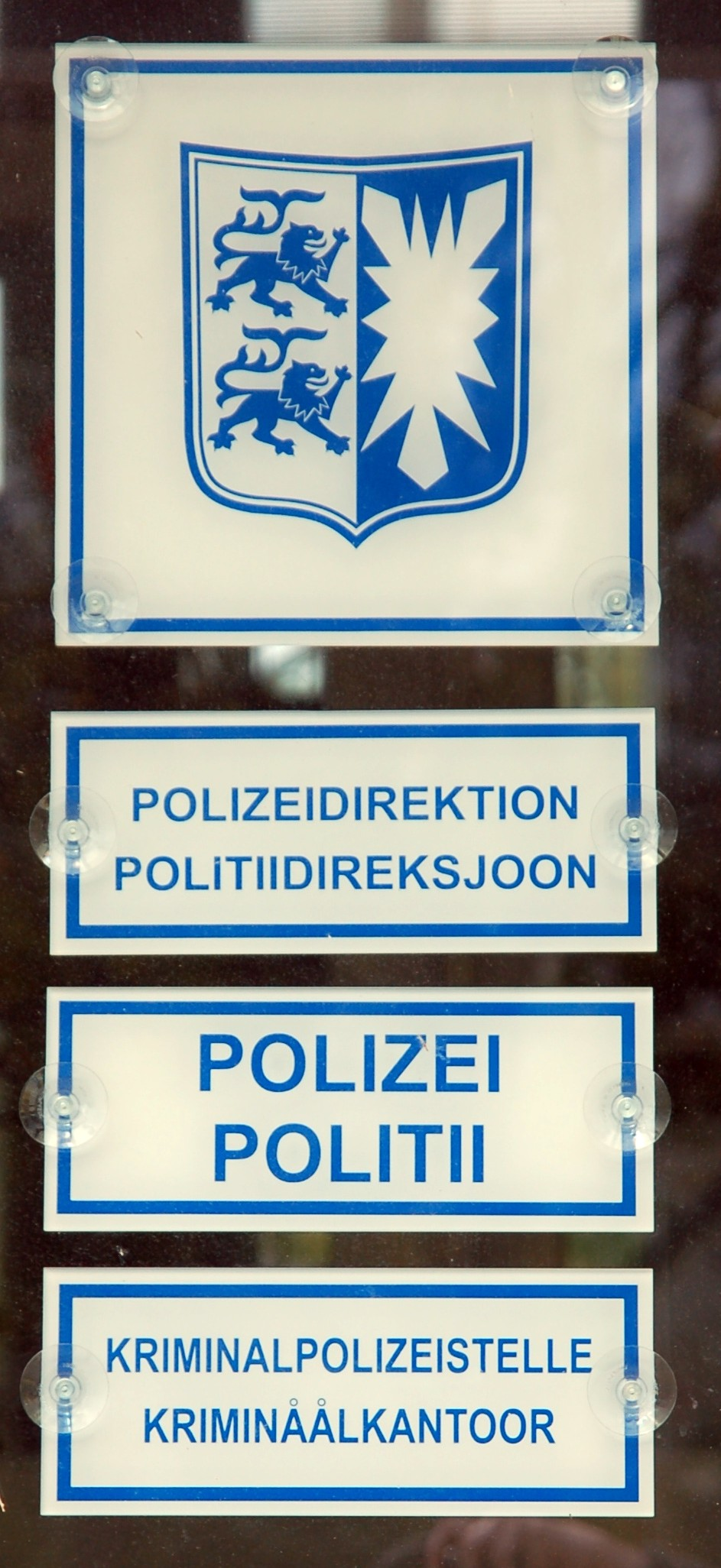
Deutsch-friesische Beschilderung an der Polizeidirektion Husum, Nordfriesland

Besondere Regelungen gelten für Sorbisch, Dänisch (als Sprache der dänischen Minderheit in Schleswig-Holstein), Friesisch, Romani und Niederdeutsch. So sind Niederdeutsch, Friesisch und Dänisch in Schleswig-Holstein nach § 82 b LVwG neben dem Hochdeutschen als regionale Amtssprachen anerkannt. Demzufolge müssen – beispielsweise – Behörden in Schleswig-Holstein und nach einem Urteil des Bundesgerichtshofs auch das Patentamt in München auf Plattdeutsch gestellte Anträge bearbeiten.
Nach der Europäischen Charta der Regional- oder Minderheitensprachen sind die als Minderheiten- oder Regionalsprachen in Deutschland anerkannten im Einzelnen folgende:
- Dänisch (sowohl Reichsdänisch (meist als Sydslesvigdansk) wie Sønderjysk): in Schleswig-Holstein gemäß Teil III
- Friesisch: Nordfriesisch in Schleswig-Holstein, Saterfriesisch in Niedersachsen, beide gemäß Teil III
- Sorbisch: Obersorbisch in Sachsen, Niedersorbisch in Brandenburg, beide gemäß Teil III
- Romani (Sprache der Sinti und Roma): in Hessen gemäß Teil III, in der übrigen Bundesrepublik gemäß Teil II
- Niederdeutsch: in Schleswig-Holstein, Hamburg, Niedersachsen, Bremen, Mecklenburg-Vorpommern gemäß Teil III sowie in Nordrhein-Westfalen, Brandenburg und Sachsen-Anhalt gemäß Teil II

Die landesrechtlichen Umsetzungen sind teilweise noch nicht erfolgt – dies betrifft insbesondere die Sprache Romanes. Partiell (räumlich und/oder sachlich) haben in Schleswig-Holstein die Regional- und Minderheitensprachen Niederdeutsch, Dänisch und Friesisch (siehe Friesisch-Gesetz) den Rang einer Amtssprache. Andere in Deutschland (wie beispielsweise der jenische Soziolekt oder das Jiddisch) oder allochthone Minderheitensprachen wie das Türkische oder Polnische wurden nicht in die Charta aufgenommen.
Ehemals verbreitete Sprachen wie Moselromanisch (im 11. Jahrhundert ausgestorben), Polabisch (im 18. Jahrhundert ausgestorben) oder Jiddisch werden heute nicht oder kaum mehr gesprochen.
Die Aufnahme der deutschen Sprache als Bekenntnis in Artikel 22 des Grundgesetzes wurde 2008 gesellschaftlich diskutiert. Die deutsche Partei CDU verabschiedete eine solche Forderung auf ihrem Parteitag im November 2008. Andere Parteien kritisierten den Vorstoß als ausländerfeindliche Panikmache oder als unnötig, weil Deutsch selbstverständlich die Landessprache sei. Die Wissenschaftlichen Dienste des Deutschen Bundestages sind in einer Untersuchung zu dem Ergebnis gekommen, dass eine Aufnahme der deutschen Sprache als Symbol oder Staatsziel in das Grundgesetz rechtlich zulässig wäre.
Laut Mikrozensus 2021 wird in knapp 80 Prozent der Privathaushalte in Deutschland ausschließlich Deutsch gesprochen. In weiteren 15 Prozent wird neben Deutsch mindestens eine weitere Sprache verwendet.

##### Österreich

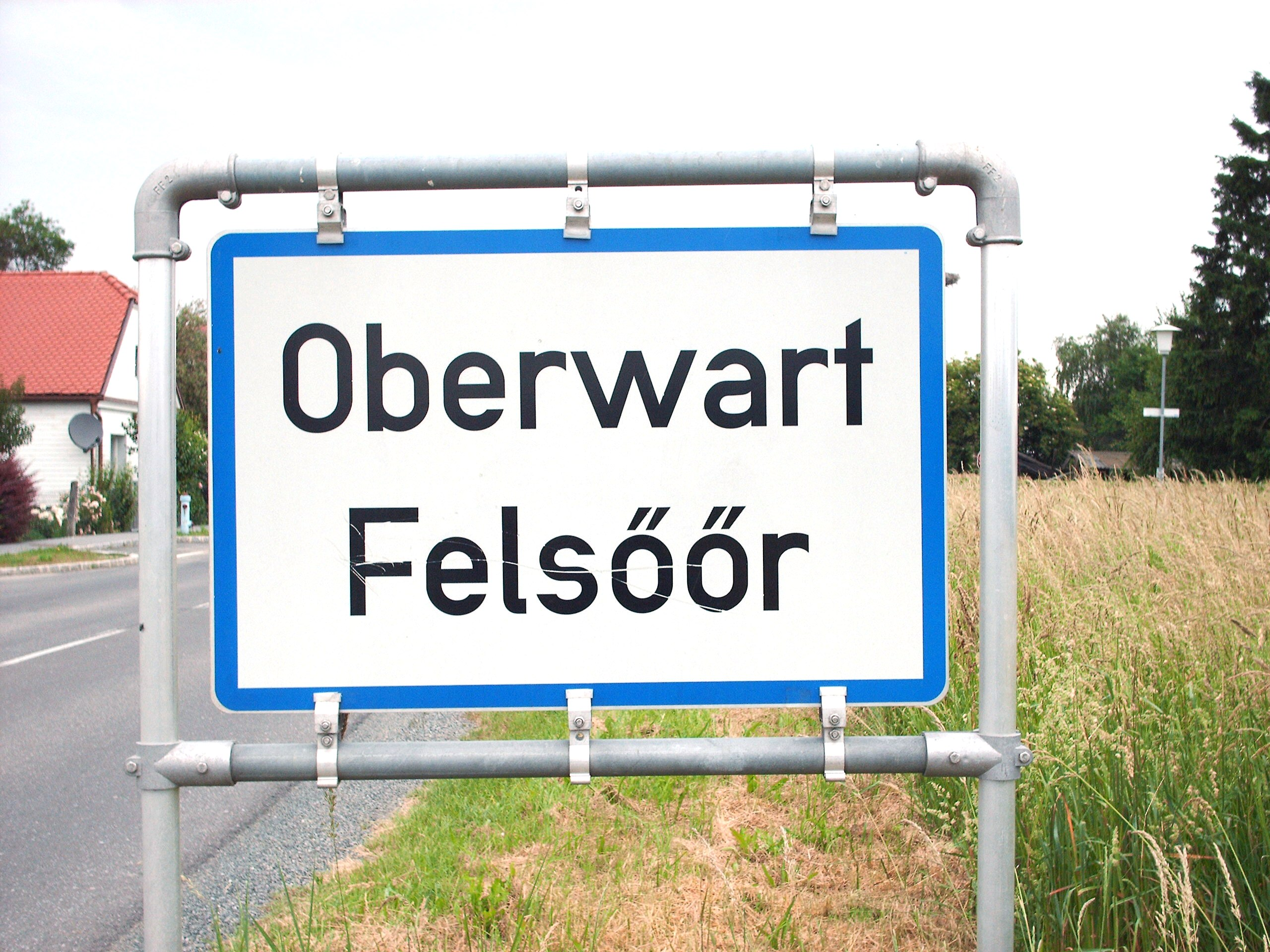
Deutsch-ungarische Ortstafel Oberwart, Burgenland

In Österreich ist laut Artikel 8 Absatz 1 Bundes-Verfassungsgesetz (BVG) aus dem Jahre 1920 die „deutsche Sprache“ (ohne nähere Spezifikation) die Staatssprache der Republik, unbeschadet der den sprachlichen Minderheiten eingeräumten Rechte. Neben dem Deutschen sind Slowenisch in Kärnten und in der Steiermark sowie Ungarisch und Burgenlandkroatisch im Burgenland Amtssprachen. Tatsächlich gebräuchlich ist im Alltag wie auch im staatlichen Bereich jedoch Österreichisches Deutsch als nationale Varietät (Standardvarietät) des Hochdeutschen. Diese österreichische Standardvarietät wurde daher in der II. Republik durch das Österreichische Wörterbuch staatlich normiert (erstmals 1951, als es alle alten deutschen Regelbücher ablöste).
Nach der Europäischen Charta der Regional- oder Minderheitensprachen sind die als Minderheitensprachen in Österreich anerkannten im Einzelnen folgende:
- Burgenlandkroatisch im Burgenland gemäß Teil III
- Romani im Burgenland gemäß Teil II
- Slowakisch in Wien gemäß Teil II
- Slowenisch in Kärnten gemäß Teil III, in der Steiermark gemäß Teil II
- Tschechisch in Wien gemäß Teil II
- Ungarisch im Burgenland gemäß Teil III, in Wien gemäß Teil II

##### Schweiz

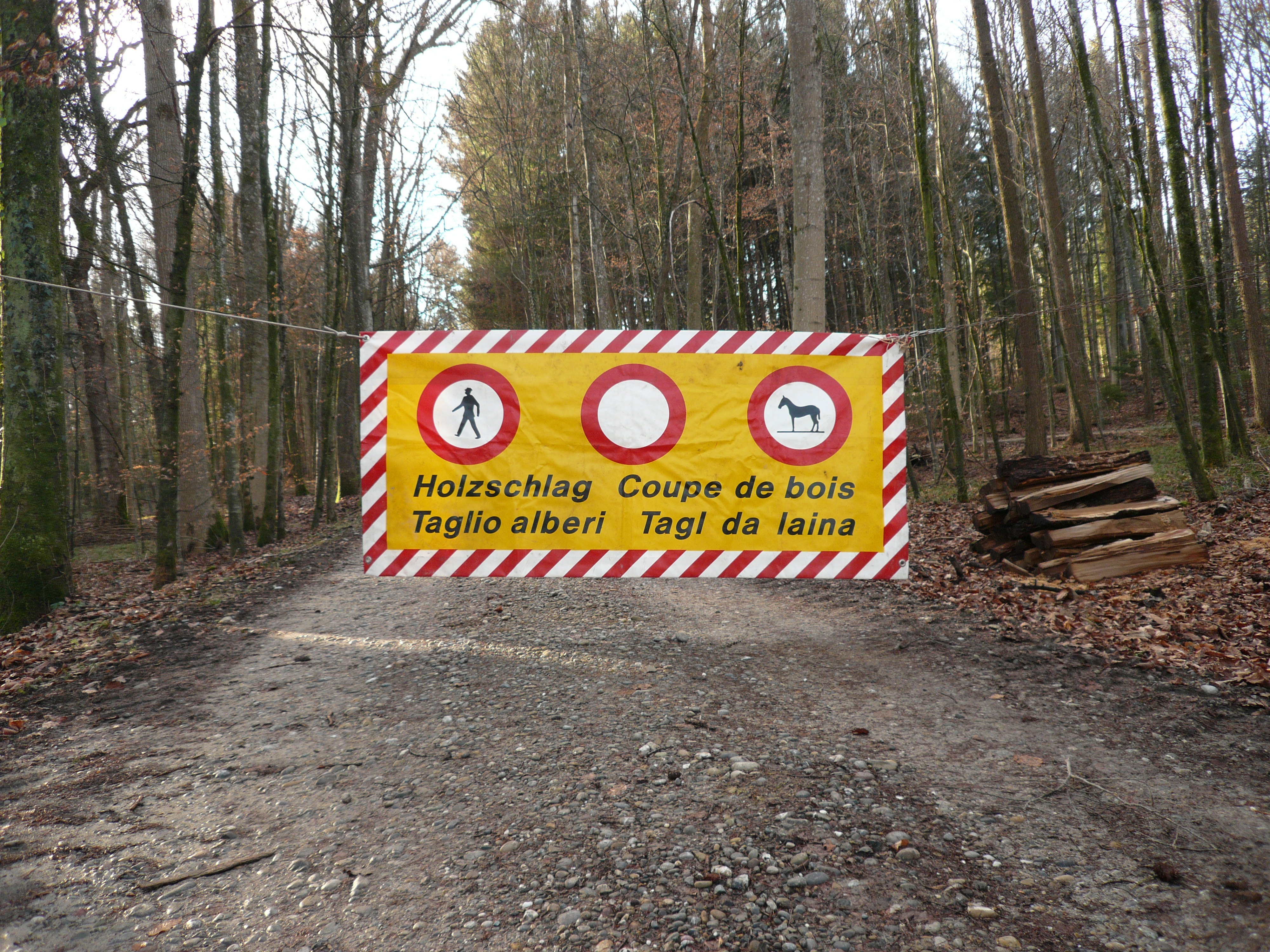
Ein viersprachiges Schild in der Schweiz: deutsch, französisch, italienisch und rätoromanisch

In der Schweiz ist Deutsch auf gesamtstaatlicher Ebene National- und Amtssprache neben Französisch, Italienisch und Rätoromanisch, das auf gesamtstaatlicher Ebene nur im direkten Verkehr mit Rätoromanen Amtssprache ist. Knapp 63 % der Bevölkerung, das sind etwa fünf Millionen Einwohner der Schweiz, geben Deutsch als Muttersprache an. Die in der Schweiz verwendete Form des Standarddeutschen, das Schweizer Hochdeutsch, weist Unterschiede zur Standardsprache in Deutschland und Österreich in Bezug auf Wortschatz, Wortbildung, Morphologie, Syntax, Orthographie und Aussprache auf. Diese Besonderheiten werden als Helvetismen bezeichnet. Umgangssprache ist zudem fast ausschließlich Schweizerdeutsch, eine Sammelbezeichnung für verschiedene Formen der angestammten alemannischen Dialekte.
In 17 von 26 Kantonen ist Deutsch alleinige Amtssprache, in vier weiteren Amtssprache neben Französisch (Kantone Bern, Freiburg und Wallis) bzw. neben Italienisch und Rätoromanisch (Graubünden). Auf Gemeindeebene kann jede Gemeinde ihre Amtssprache(n) in eigener Kompetenz festsetzen.
Die Schweiz ist der einzige Staat Europas, in dem das Jenische, eine Varietät des Deutschen, mit der Ratifizierung der europäischen Sprachencharta 1997 als „territorial nicht gebundene“ Sprache, wenngleich nicht als Amtssprache anerkannt wurde.

##### Belgien
In Belgien ist Hochdeutsch auf gesamtstaatlicher Ebene mit Niederländisch und Französisch Amtssprache. In Ostbelgien, den Kantonen Eupen und Sankt Vith, ist Deutsch Amtssprache, daneben ist Französisch als Minderheitensprache kooffiziell. Umgekehrt ist es im Kanton Malmedy sowie in den Plattdeutschen Gemeinden, wo Französisch Amtssprache und Deutsch Minderheitensprache ist. Insgesamt sprechen rund 100.000 Belgier Deutsch als Muttersprache, davon gehören etwa 80.000 zur Deutschsprachigen Gemeinschaft, etwa 0,7 % der gesamten Bevölkerung des Landes.

##### Liechtenstein
In Liechtenstein ist Standarddeutsch die alleingültige Amtssprache. Minderheitensprachen finden keine Anwendung. Umgangssprache ist Liechtensteinisch, eine alemannische Dialektform und mit dem Schweizerdeutschen und den vorarlbergischen Dialekten eng verwandt.

##### Luxemburg

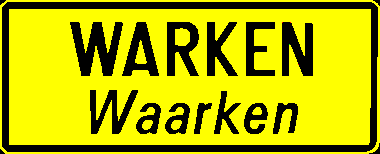
Zweisprachiges Ortsschild in Luxemburg: Die kursive luxemburgische Bezeichnung (Waarken) ist dem amtlichen französischen Namen (Warken; hier identisch mit dem hochdeutschen Namen) untergeordnet.

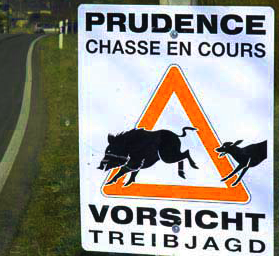
Zweisprachiges Hinweisschild in Luxemburg

In Luxemburg ist Hochdeutsch zusammen mit Luxemburgisch und Französisch Amtssprache, Französisch ist jedoch „Legislativsprache“, d. h. beispielsweise für Gesetzestexte oder staatliche Ausschreibungen sind die französischen Fassungen maßgebend. Luxemburgisch ist eine moselfränkische Sprachvarietät des Deutschen, ist seit 1984 die einzige „Nationalsprache“ des Großherzogtums und findet insbesondere in Radio und TV (z. B. RTL Group) Verwendung. Das Hochdeutsche spielt jedoch insbesondere in den Printmedien, in der Schule als erste Alphabetisierungssprache, Büchern usw. nach wie vor eine dominierende Rolle; daher spricht man auch von einer luxemburgisch-hochdeutschen Diglossie. Laut Umfragen der EU geben über 90 % der Luxemburger an, sowohl Deutsch auf gutem bis sehr gutem Niveau als auch Französisch ausreichend zu beherrschen. Das luxemburgische Amt für Statistik STATEC ermittelte 2011 folgende Verteilung der Umgangssprachen (zuhause, Arbeit/Schule, mit Verwandten/Freunden): Luxemburgisch 70,5 %, Französisch 55,7 %, Hochdeutsch 30,6 %. Alle öffentlichen Ämter sind gesetzlich verpflichtet, in der Sprache des Bürgers zu antworten, ohne sich jedoch in der Regel daran zu halten. Für Ortsnamen und damit auch Ortsschilder sind die amtlichen französischen Bezeichnungen maßgeblich (z. B. „Dudelange“ für Düdelingen oder „Luxembourg“ für Luxemburg), wobei darunter oft kursiv der Ortsname auf Luxemburgisch steht. Sonstige Straßenschilder sind mehrheitlich auf Französisch und Hochdeutsch, seltener auf Luxemburgisch beschriftet (z. B. an Autobahnen der Hinweis auf eine „Arrêt de secours/Nothaltebucht“).
In den Druckmedien sind alle drei Sprachen vertreten, aber in unterschiedlicher Gewichtung. Die größte Tageszeitung Luxemburger Wort / La Voix du Luxembourg mischt in ihrer Druckversion Artikel deutscher, französischer und luxemburgischer Sprache und bietet in ihrem Internetauftritt die Wahl zwischen Deutsch, Französisch, Englisch und Portugiesisch. Die zweitgrößte Zeitung Tageblatt mischt in ihrer Druckversion die drei Amtssprachen ebenso, stellt ihre Website jedoch nur auf Deutsch zur Verfügung. Die Sprachverwendung luxemburgischer Unternehmen ist sehr von der Art des Gewerbes bestimmt; so sind Werbung und Homepages von Handwerksbetrieben sehr oft ausschließlich deutsch, wohingegen Anwaltskanzleien, Architekten oder Steuerberater ihre Webseite in den meisten Fällen nur auf Französisch und Englisch zur Verfügung stellen. Websites von Privatleuten, Schulen oder Clubs usw. mischen oft die drei Amtssprachen auf ihren Seiten. Obwohl das Standarddeutsche und das Luxemburgische auf den Internetseiten der politischen Parteien überwiegen, sind die Seiten von öffentlichen Ämtern mehrheitlich nur auf Französisch verfügbar.

#### Staaten in Europa und Nordasien
(alphabetisch geordnet)

##### Baltische Staaten
In den baltischen Staaten Estland, Lettland und Litauen leben noch gut 8000 Mitglieder der deutschen Minderheit (Deutsch-Balten, Ostpreußen und Russlanddeutsche), die Hochdeutsch und teilweise auch Plattdeutsch sprechen. Für Estland wird die Anzahl auf unter 2000 (im Jahr 2000: 1870), für Lettland auf gut 3000 (2004: 3311) und ebenfalls für Litauen auf gut 3000 recht genau beziffert. Von den exakt mit 3243 angegebenen in Litauen lebenden Deutschen sprechen als Muttersprache aber nach dieser Angabe nur noch 804 Deutsch.

##### Dänemark
In Dänemark wird Deutsch von den etwa 15.000 Angehörigen der deutschen Volksgruppe in Nordschleswig gesprochen und genießt Minderheitssprachrechte, ohne jedoch eine Amtssprache auf nationaler oder regionaler Ebene zu sein. Ein Teil der Minderheit spricht zudem Niederdeutsch als Nordschleswiger Platt. Schätzungsweise zwei Drittel von ihnen verwenden jedoch den südjütischen Dialekt der dänischen Sprache als Umgangssprache und Deutsch als Hochsprache. Dänische Volkszählungen erfassen keine Angaben zu Sprache und ethnischer Zugehörigkeit. Deutsche Schulen in Nordschleswig sind wie andere freie Schulen in Dänemark zu über 80 % staatlich subventioniert; hierzu kommt ein besonderer Zuschlag zur Deckung des zweisprachigen Muttersprachenunterrichtes, so dass deutsche Schulen in der Praxis mit kommunalen Schulen völlig gleichgestellt sind.

##### Frankreich

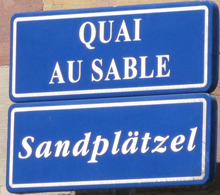
Französisch-elsässisches Straßenschild in Straßburg

In Frankreich werden die elsässischen und lothringisch-fränkischen Dialekte von rund 1.200.000 Personen gesprochen, vor allem im Elsass und dem nordöstlichen Teil Lothringens (Département Moselle). 66 % der Elsässer gaben 2022 an, über Kenntnisse in Elsässisch zu verfügen (46 % gute Kenntnisse, 20 % geringe Kenntnisse). Die Sprecherzahlen sind allerdings rückläufig, insbesondere in Lothringen und in den Städten. 2012 betrug der Anteil noch gesamt 76 %, allerdings war der Anteil der guten Dialektsprecher 2012 um 3 % geringer. Im Département Moselle betrug 1999 die Zahl der Dialektsprecher etwa 170.000 (17 %); die Südwesthälfte des Départements war allerdings nie deutschsprachig oder bereits seit dem Dreißigjährigen Krieg nicht mehr.
Die Französische Republik erkennt trotz der Existenz von acht regional verbreiteten Sprachen (und weiteren überregional verbreiteten) neben Französisch keine anderen Sprachen als offiziell im Sinne von Amtssprache an. Französisch ist laut Verfassung „Sprache der Republik“. Dennoch haben die anderen Sprachen eine offizielle Anerkennung als langues régionales – darunter für die ehemalige Region Elsass und das Département Moselle die lokal verbreiteten deutschen Dialekte und Hochdeutsch als Schriftform und Bezugssprache dieser regionalen Mundarten. Dieser Status wirkt sich zumeist nur in der Bildungspolitik aus, da die Regionalsprachen in unterschiedlicher Intensität in der Schule gelernt werden können. Gerade der Status des Deutschen wird jedoch gegenüber anderen Regionalsprachen noch gestärkt, da infolge der Grenzverschiebungen in den Weltkriegen von einem höheren Bevölkerungsanteil mit mangelnden Französischkenntnissen ausgegangen wurde. So erhalten Mitarbeiter von Behörden einen höheren Lohn, wenn sie Deutsch beherrschen. Einen besonders offiziellen Status erhält Deutsch dadurch, dass die offiziellen Wahlkampftexte (profession de foi), die jeder Kandidat vorlegen muss, der sich zu einer Wahl aufstellen lässt, in einer (inhaltlich gleichen) französischen und deutschen Version sein sollen. Dabei wird nur Hochdeutsch akzeptiert. In jeder anderen Region werden offizielle Veröffentlichungen in jeder anderen Sprache als Französisch nicht anerkannt und z. T. von den Präfekturen eingezogen. In den Kirchen finden noch manchmal gemischt- oder dialektsprachige Gottesdienste statt.
Nach jahrzehntelangem Widerstand französischer Behörden begann erst in den 1990er Jahren eine Rückbesinnung auf die elsässischen und lothringischen Dialekte sowie das Hochdeutsche. So sprachen 2022 ca. 54 % der Elsässer sehr gut oder gut Hochdeutsch, über 18 % der elsässischen Vor- und Grundschüler besuchen eine zweisprachige Schule und 82,5 % aller Schüler im Elsass lernten Hochdeutsch 2018 als Fremdsprache. In den Grund- und Vorschulen betrug dieser Prozentsatz fast 100 %. Auch in Lothringen gibt es mehrere Schulen mit paritätischem oder verstärktem Deutschunterricht. Im Elsass werden zudem Dialektkurse für Erwachsene angeboten.
Die einzige komplett deutschsprachige Zeitung ist die „Riviera-Côte d’Azur-Zeitung“ in Nizza, die sich vornehmlich an Touristen richtet. Im Elsass und in Lothringen mussten alle deutschsprachigen Tages- und Wochenzeitungen aufgeben, da sie in der Vergangenheit durch viele staatliche Restriktionen und durch den teils freiwilligen, teils erzwungenen Wechsel von Deutsch/Elsässisch zu Französisch als Umgangssprache in den Jahrzehnten nach 1945 Leser verloren hatten. Die wichtigste gedruckte Informationsquelle für die deutschsprachigen Elsässer ist derzeit die tägliche mehrseitige deutschsprachige Beilage der Zeitungen L’Alsace (Mülhausen/Mulhouse) und Dernières Nouvelles d’Alsace (Straßburg).

##### Italien

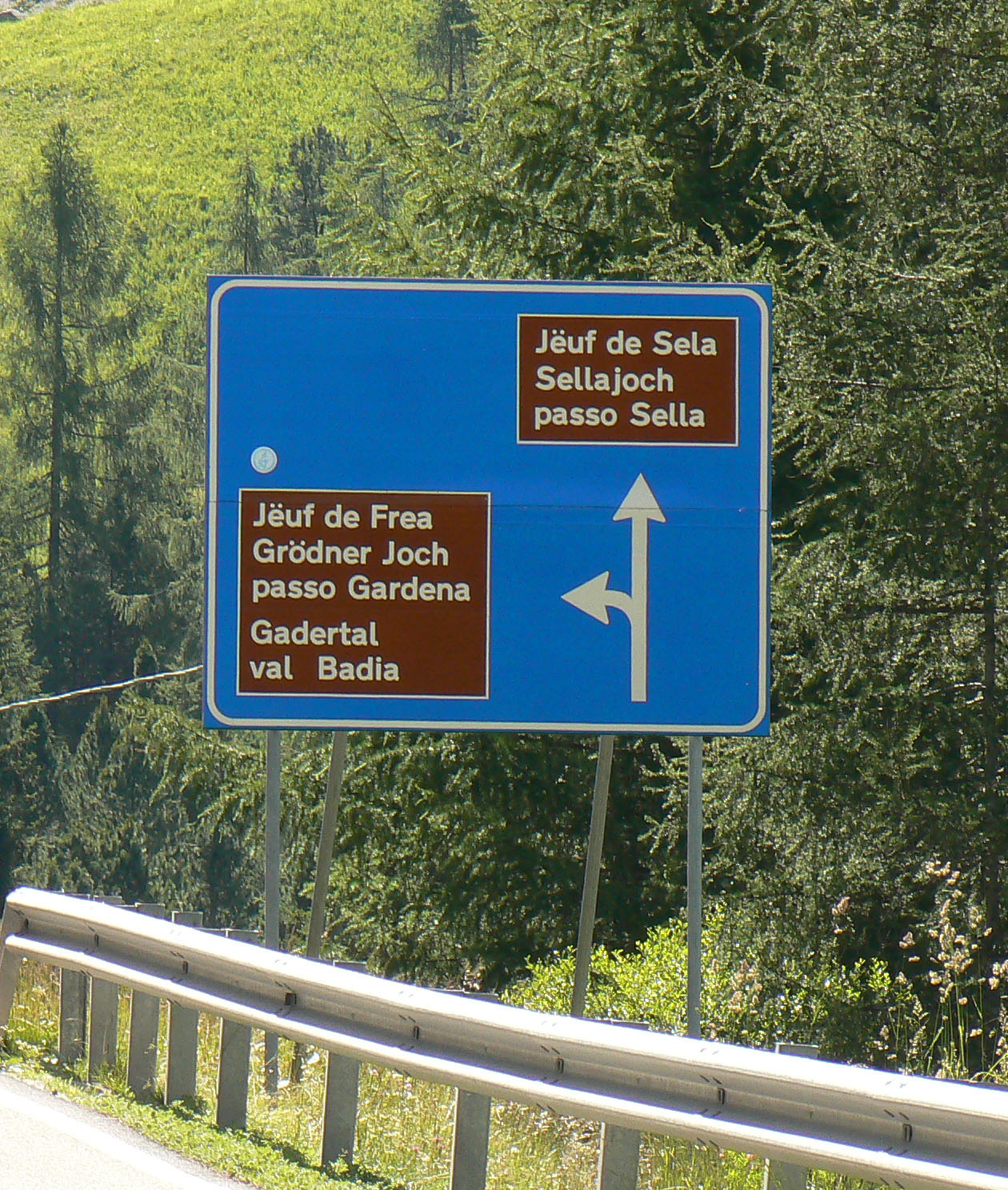
Dreisprachige Beschilderung in Gröden (Südtirol) auf Ladinisch, Deutsch und Italienisch

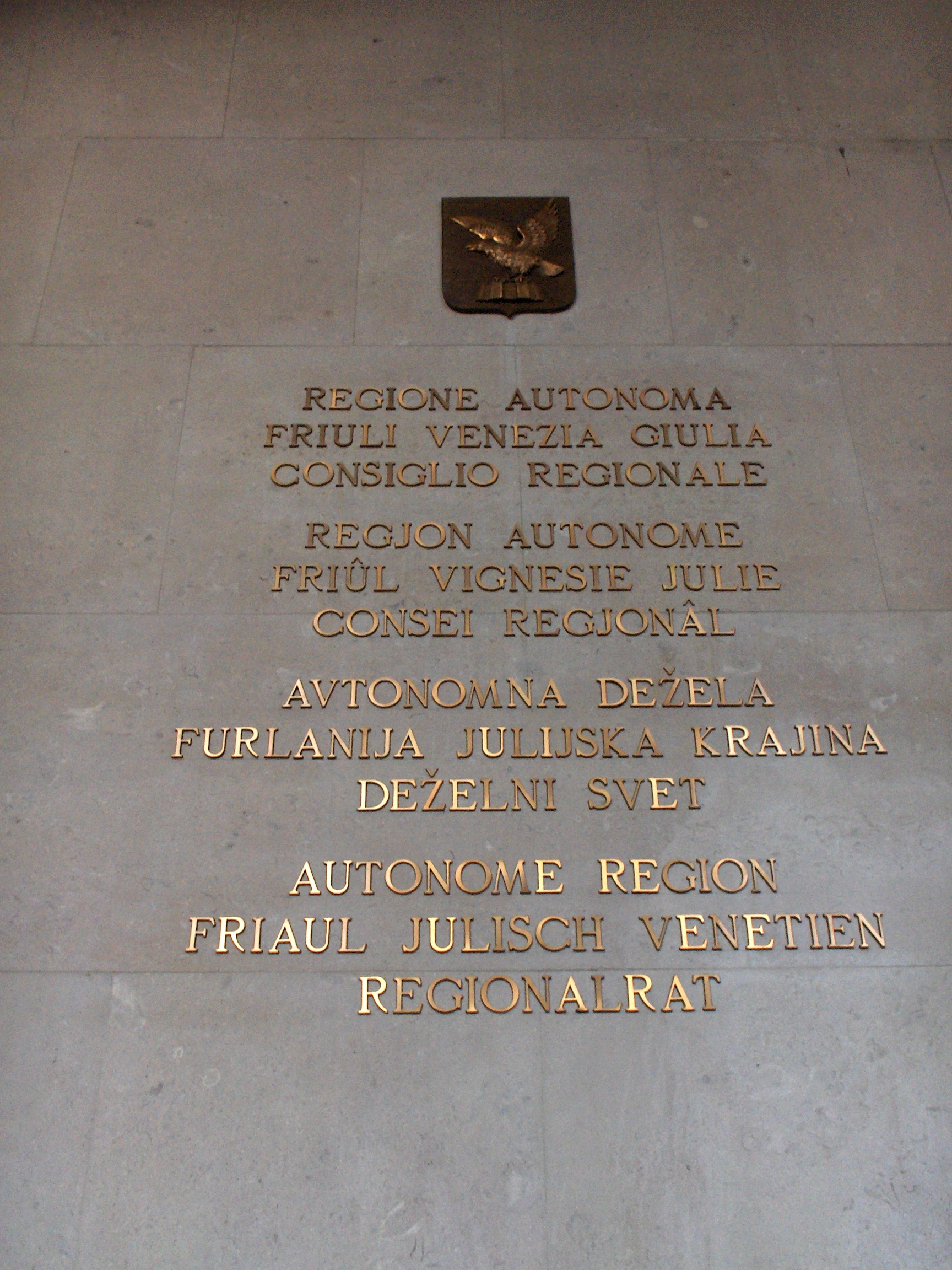
Viersprachige Beschriftung des Regionalrats von Friaul-Julisch Venetien in Triest

In Italien ist Deutsch regional in Südtirol (neben Italienisch und örtlich Ladinisch) Amtssprache. Von den etwa 509.000 Einwohnern Südtirols (Stand 2012) gaben bei der letzten Volkszählung 2011 62,3 % der Bevölkerung der Autonomen Provinz Bozen Deutsch als ihre Muttersprache an (laut offizieller Sprachgruppenerklärung, ohne Berücksichtigung von Fremdsprachen, 69,4 %). Die Tendenz ist aufgrund steigender Einwohnerzahl auch bei anteilmäßiger Abnahme leicht steigend (Volkszählung 1991 etwa 65,3 %). Etwa 75 % der italienischsprechenden Bevölkerung lebt in den drei größten Städten Bozen, Meran und Brixen mit 73,8 %, 49,1 %, bzw. 25,8 % Anteil an der jeweiligen Stadtbevölkerung (Sprachgruppenerklärung, Stand 2011). Alle öffentlichen Ämter sind gesetzlich zweisprachig, genauso wie sämtliche Orts- und Straßenschilder. Diese und andere Beschilderungen im öffentlichen Leben waren bis zum zweiten Autonomiestatut von 1972 beinahe ausschließlich italienisch, da Deutsch diesbezüglich unerwünscht oder gar verboten war. Heute überwiegt das Deutsche außer in Bozen und Meran deutlich. Außerhalb der genannten größten Städte in Südtirol und des Südtiroler Unterlands ist das Italienische als Alltagssprache kaum vorhanden.
Deutsch ist über das eigentliche Südtirol hinaus Amtssprache der Region Trentino-Südtirol. Im Trentino gibt es allerdings nur zwei kleinere Gebiete, in denen noch deutsche Dialekte gesprochen werden: das Fersental und die Gemeinde Lusern. Daneben hat das Deutsche in Italien auch im zur autonomen Region Aosta gehörenden und teils von Walsern bewohnten Tal von Gressoney einen kooffiziellen Status (neben Italienisch und Französisch). Die deutsch-/alemannischsprachige Bevölkerung umfasst hier aber nur einige Dörfer. Deutsche Sprachminderheiten gibt es zudem in den Regionen Venetien und Friaul (u. a. Pladen, Zahre, Tischlwang, Kanaltal sowie Reste des Zimbrischen in den Sieben Gemeinden und Dreizehn Gemeinden).

##### Polen

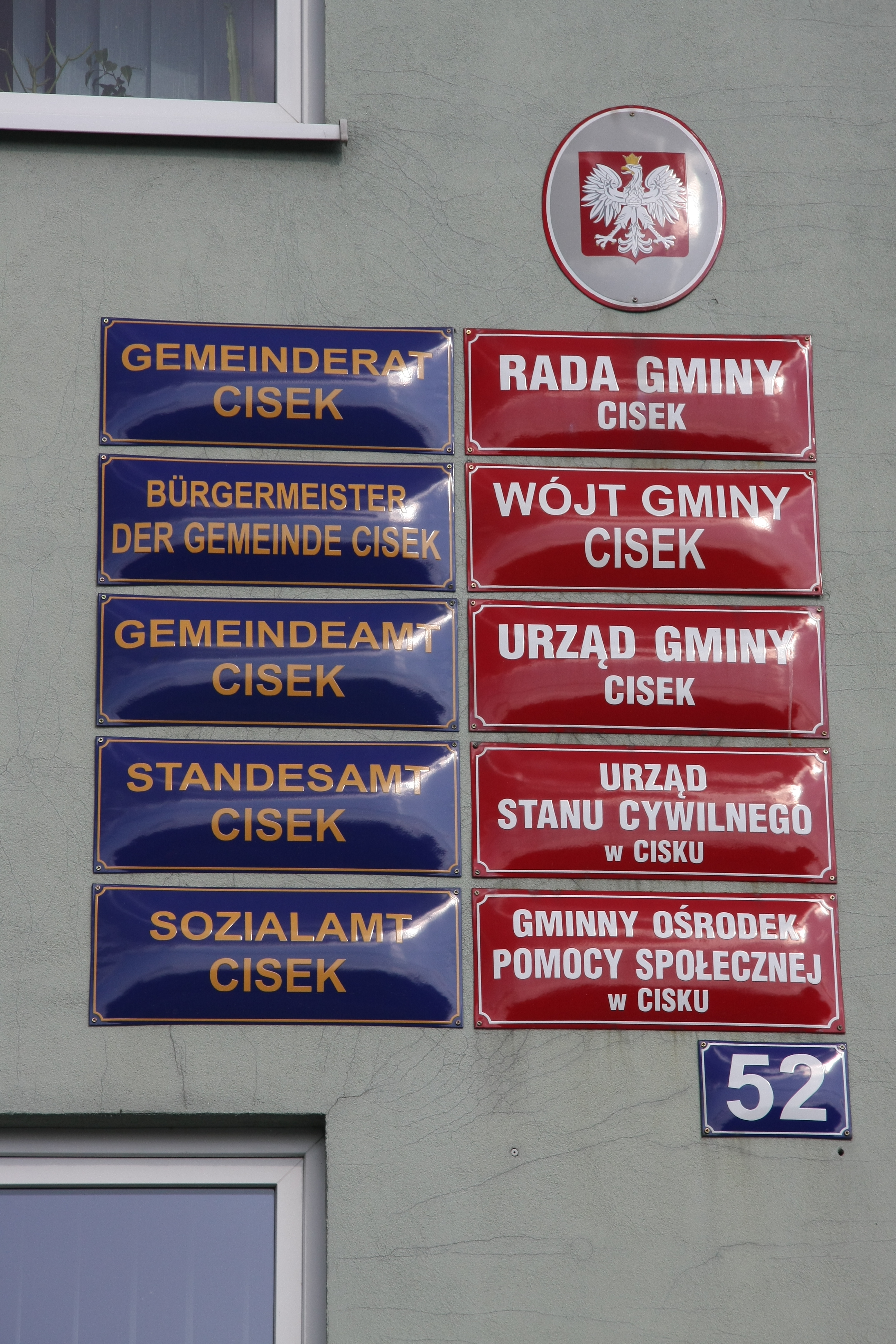
Zweisprachige Beschriftung am Gemeindeamt von Cisek/Czissek in der Woiwodschaft Opole, Polen

In Polen leben – obwohl in der kommunistischen Zeit der Gebrauch der deutschen Sprache insbesondere in Schlesien sowohl im öffentlichen Leben, in Kirchen und Schulen, als auch im Privatleben verboten war – laut Volkszählung (2011) rund 58.000 deutsche Muttersprachler. Diese konzentrieren sich heute hauptsächlich auf die Woiwodschaft Opole/Oppeln, wo Deutsch in mehreren Gemeinden offiziellen Status als „Hilfssprache“ hat. Es erscheinen mehrere deutschsprachige Zeitungen in Polen mit Auflagen bis zu 10.000 Stück. Dazu gibt es neben dem halbstündigen deutschsprachigen Programm von Radio Polonia auch eine viertelstündige deutschsprachige Hörfunksendung namens Schlesien Aktuell. Des Weiteren wird wöchentlich auf TVP Opole und TVP Katowice für 15 Minuten eine deutschsprachige Fernsehsendung, Schlesien Journal, ausgestrahlt. In der Hauptstadt Warschau gibt es die deutsch-polnische Begegnungsschule Willy-Brandt-Schule, in der auch in deutscher Sprache unterrichtet wird. Mehrsprachige Ortsschilder werden laut polnischem Recht ab einem Minderheitsanteil von mindestens 20 % in der jeweiligen Gemeinde oder Stadt verwendet, welcher in der Woiwodschaft Opole stellenweise erreicht wird.

##### Russland
In Russland ergab die letzte Volkszählung im Jahre 2002 eine Gesamtzahl von 597.212 Deutschen, davon alleine 350.000 in Sibirien. Nur ein Teil der Russlanddeutschen spricht jedoch Deutsch als Muttersprache.
Deutsch ist anerkannte Verkehrssprache der deutschstämmigen Bevölkerung in den beiden westsibirischen Nationalkreisen Asowo (Gebiet Omsk) und Halbstadt (Altai-Region).

##### Rumänien

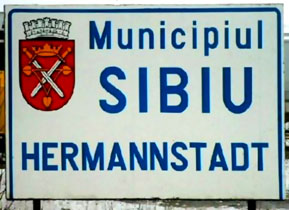
Zweisprachiges Ortseingangsschild von Sibiu/Hermannstadt, Rumänien

In Rumänien leben etwa 40.000 bis 50.000 deutsche Muttersprachler, was etwa 0,2 bis 0,3 % der rumänischen Bevölkerung entspricht. Diese Bevölkerungsgruppe setzt sich hauptsächlich aus den Siebenbürger Sachsen sowie den Donauschwaben zusammen. Aufgrund der massiven Abwanderung der jungen Generationen nach Deutschland und Österreich vor allem nach 1990 leiden diese Bevölkerungsgruppen jedoch unter einer starken Überalterung; das Durchschnittsalter liegt bei etwa 69 Jahren. Trotz dieses niedrigen Bevölkerungsanteils wird die deutsche Sprache weitläufig als kulturelles Erbe angesehen, genießt alle Rechte einer Minderheitensprache und ist vor allem in Städten und Gemeinden wie z. B. Hermannstadt, Schäßburg, Temeswar oder Sathmar präsent, weshalb dort auch des Öfteren mehrsprachige Beschilderungen zu finden sind. Darüber hinaus ist die deutsche Minderheit durch die Partei „Demokratisches Forum der Deutschen in Rumänien“ auch politisch aktiv und stellt beispielsweise seit dem Jahr 2000 den Bürgermeister oder die Bürgermeisterin von Hermannstadt sowie zeitweise den Kreisratsvorsitzenden des Kreises Sibiu. Zudem ist der seit November 2014 amtierende Staatspräsident Klaus Iohannis Siebenbürger Sachse. In einigen Gebieten der deutschen Minderheit besteht auch nennenswerte deutsche Infrastruktur in Form von Kindergärten, Grund-, Haupt- und Hochschulen sowie Theatern, aber auch Zeitungen wie der wöchentlichen Hermannstädter Zeitung oder der Allgemeinen Deutschen Zeitung für Rumänien.

##### Tschechien
In Tschechien existiert noch eine kleine deutsche Minderheit von etwa 41.200 Menschen (0,4 % der Gesamtbevölkerung), Überreste der Sudetendeutschen, die der Vertreibung nach dem Zweiten Weltkrieg entgangen sind. Die Zahl der deutschen Muttersprachler sinkt beständig, da vor allem die jüngeren Generationen der Minderheit einem extremen Assimilationsdruck des Tschechischen ausgeliefert sind und zum großen Teil nicht mehr mit Deutsch aufwachsen. Die Bezeichnung „Sudetendeutsche“ ist darüber hinaus auch nicht mehr gebräuchlich, stattdessen verwendet man gewöhnlich den Begriff „Deutsche in Tschechien“, welche seit der Wende 1990 gewisse Minderheitenrechte genießen und in der „Landesversammlung der Deutschen in Böhmen, Mähren und Schlesien“ sowie im „Kulturverband der Bürger deutscher Nationalität“ organisiert sind. Eine deutsche Infrastruktur, wie Kindergärten, Schulen, Straßen- oder Ortsschilder existiert flächendeckend nicht mehr und die deutsche Sprache hat weder regionales noch nationales Amts- oder Verkehrssprachenstatut. Es erscheinen jedoch deutschsprachige Wochenzeitungen wie das Landesecho – Zeitschrift der Deutschen in der Tschechischen Republik und die Prager Zeitung, die an die frühere deutschsprachige Kultur in Prag anknüpft.

##### Türkei
In der größten Stadt Istanbul leben seit mehreren Jahrhunderten rund 25.000 Bosporus-Deutsche.

##### Ungarn

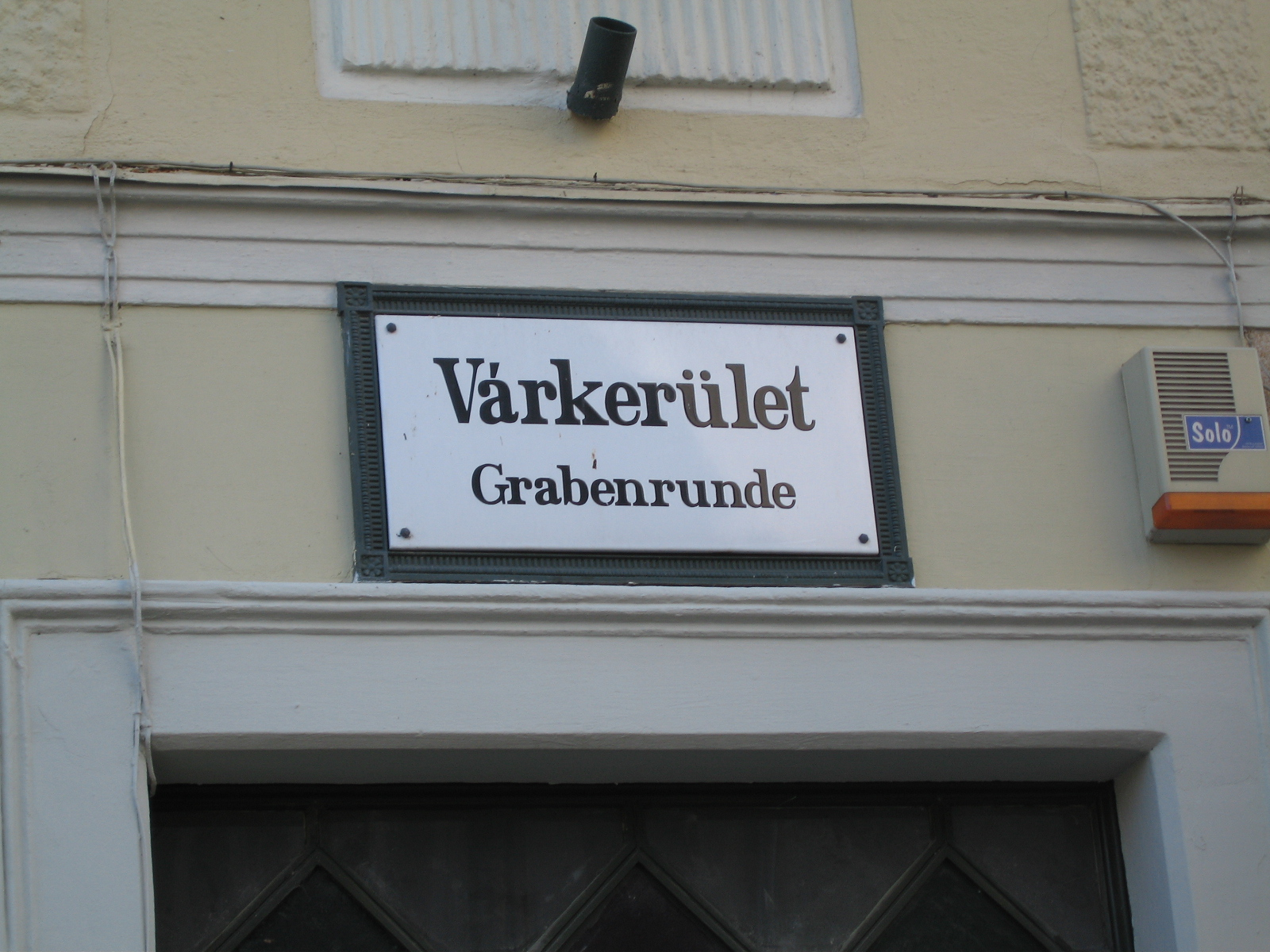
Zweisprachiges Straßenschild in Sopron/Ödenburg, Ungarn

Die deutsche Minderheit in Ungarn (Ungarndeutsche) genießt Minderheitenrechte, ist jedoch, besonders in den jüngeren Generationen, bereits weitgehend assimiliert, so dass Deutsch meistens nur noch als Fremdsprache gelernt wird. Offiziell spricht man von etwa 200.000 Ungarndeutschen. Tatsächlich dürften davon aber höchstens noch etwa 50.000 deutsche Muttersprachler sein (etwa 0,5 % der Gesamtbevölkerung). Da die Minderheit sehr zerstreut über das Land lebt und nur wenig Identitätsbewusstsein hat, spricht man daher oft von einer Doppelidentität der Ungarndeutschen. Zweisprachige Orts-, Straßen-, Verkehrs- und Amtsschilder findet man beispielsweise in der Stadt Ödenburg (Sopron) nahe der österreichischen Grenze und vereinzelt auch in anderen Landesteilen. In anderen Gebieten mit größerer deutscher Minderheit gibt es sehr vereinzelt deutsche Kindergartengruppen oder Schulklassen. Die deutsche Minderheit in Ungarn ist in der Landesselbstverwaltung der Ungarndeutschen organisiert.

#### Übersee
(alphabetisch geordnet)

##### Australien
Laut den Ergebnissen der letzten Volkszählung sprachen im Jahr 2006 77.576 oder etwa 0,4 % der damals bekannten 19.855.287 Einwohner Australiens zu Hause deutsch. Die meisten dieser Deutsch-Sprecher lebten, wie die Mehrheit der Gesamtbevölkerung, in den Millionenstädten des Landes (Melbourne, Sydney, Brisbane, Perth, Adelaide). Den größten Anteil an der Gesamtbevölkerung mit festem Wohnsitz bildeten die Deutschsprecher in Adelaide (0,57 %) und seinen Vororten (0,68 %), der Sunshine Coast (0,64 %) und Gold Coast (0,52 %), der Cape-York-Halbinsel einschließlich der feuchten Tropen mit Cairns und Umland (0,61 %) sowie einem Teil des Grenzgebietes zwischen Neu-Süd-Wales und Victoria (0,52 %), außerdem in Melbourne und entlang der Küste von Neu-Süd-Wales.
Zu diesen praktizierenden Deutschsprechern kommen diejenigen hinzu, die Deutsch beherrschen, es aber nicht mehr täglich verwenden. Des Weiteren gibt es eine deutschsprachige Wochenzeitung in Australien mit Namen „Die Woche in Australien“. Sie richtet sich hauptsächlich an deutsch-, österreichisch- und schweizstämmige Einwanderer und bietet sowohl Artikel zu Geschehnissen in Europa als auch Neuigkeiten innerhalb der deutschsprachigen Gemeinschaft Australiens.
Über die Zahl der Deutschsprecher hinaus ist die Zahl der Deutschstämmigen wesentlich höher, beträgt vielleicht etwa eine halbe bis eine Million Menschen oder mehr, ist aber damit im Vergleich zum Anteil der Deutschstämmigen an der Bevölkerung der Vereinigten Staaten von Amerika dennoch ziemlich gering. Dennoch spielten einige Deutsche eine recht bedeutende Rolle in der Geschichte, insbesondere bei der Entdeckung und Erforschung Australiens.

##### Brasilien
Wahrhaft repräsentative und fundierte Zahlen zur Zahl der deutschen Muttersprachler in Brasilien gibt es nicht. Schätzungen zufolge leben in Brasilien jedoch etwa zwei bis fünf Millionen Deutschstämmige, von denen etwa 850.000 bis 900.000 bilingual (Deutsch und Portugiesisch) sein dürften und somit als deutsche Muttersprachler gewertet werden könnten. Ethnologue hingegen gibt allein für das Riograndenser Hunsrückisch 3.000.000 Sprecher an, die sich allerdings mit den geschätzt etwa 1.500.000 Sprechern des Standarddeutschen überschneiden dürften. Die Bevölkerungsgruppe des Riograndenser Hunsrückisch konzentriert sich im Wesentlichen auf die Staaten Santa Catarina und Rio Grande do Sul im Süden des Landes und hier eher auf kleine, nicht an der Küste liegende Städte. Beispiele hierfür sind Pomerode, Santa Rosa de Lima oder Treze Tílias, in denen noch große Teile der Bevölkerung Deutsch sprechen.
Neben dem Riograndenser Hunsrückisch spielt auch Pomerano eine größere Rolle. Dieser deutsche Dialekt, der aus dem Ostpommerschen entstanden ist, ist heute insbesondere im Bundesstaat Espírito Santo vertreten, wird aber auch in Minas Gerais, Rondônia (ab 1970), Santa Catarina und Rio Grande do Sul gesprochen. Von den laut Ethnologue 300.000 Sprechern in Brasilien sollen 120.000 in Espírito Santo leben.
Während Südbrasilien Anfang des 20. Jahrhunderts noch hauptsächlich deutschsprachig war, wurde die deutsche Sprache durch Assimilation und durch Unterdrückung oder gar Verbot in der Mitte des 20. Jahrhunderts – besonders während des Zweiten Weltkrieges – durch Portugiesisch verdrängt. Im Laufe der Jahre hat sich die Situation jedoch maßgeblich geändert, sodass heute die deutsche Sprache als kulturelles Erbe besonders gefördert wird und der Region um Blumenau sogar als touristisches Aushängeschild dient, obgleich gerade hier die deutsche Sprache nur noch begrenzt gesprochen wird. Deutsche Infrastruktur in Form von Zeitungen und Schulen existiert zwar begrenzt, doch im öffentlichen Bereich ist Deutsch kaum vorhanden, da Portugiesisch alleinige Amtssprache ist und der Schaden durch Unterdrückung an der deutschen Sprachgruppe in Brasilien zu groß und andauernd war, um reversibel zu sein. Dennoch haben seit 2010 etliche Gemeinden deutsche Dialekte zur zweiten Amtssprache auf kommunaler Ebene erhoben.
|                   | Pomerano                                                                                      | Hunsrückisch            | Standarddeutsch                                        |
| ----------------- | --------------------------------------------------------------------------------------------- | ----------------------- | ------------------------------------------------------ |
| Santa Catarina    | - Pomerode                                                                                    | - Antônio Carlos        | - Pomerode - São Miguel da Boa Vista - Alto Bela Vista |
| Rio Grande do Sul | - Canguçu                                                                                     | - Santa Maria do Herval |                                                        |
| Espírito Santo    | - Santa Maria de Jetibá - Pancas - Domingos Martins - Laranja da Terra - Vila Pavão - Itarana |                         |                                                        |

Gemeinden im Bundesstaat Espírito Santo mit Deutsch als zweiter Amtssprache (Stand 2018)

Gemeinden, in denen Deutschunterricht verpflichtend ist:
Rio Grande do Sul
- Nova Petrópolis

Santa Catarina
- Blumenau

##### Kanada
In Kanada sprechen 438.000 Menschen Deutsch als Muttersprache, darunter auch viele Mennoniten etwa in Ontario. Das entspricht etwa 1,5 % der Gesamtbevölkerung. Diese sind meist deutsche Siedler aus dem 19. sowie Einwanderer aus dem 20. Jahrhundert. In Kanada sind jedoch nur Französisch und Englisch Amtssprachen.

##### Namibia

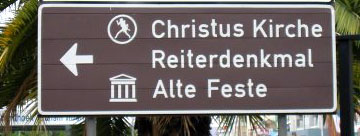
Straßenschild in Windhoek, Namibia

Deutsch war mit Afrikaans und Englisch Amtssprache im damaligen Südwestafrika in der Zeit der Apartheid von Juni 1984 bis zur Unabhängigkeit Namibias 1990. Seitdem ist Englisch die einzige landesweite Amtssprache und Deutsch nunmehr Verkehrssprache und eine von etwa 20 Nationalsprachen des Landes. Damit ist Namibia das einzige außereuropäische Land, in dem Deutsch einen rechtlichen Status auf nationaler Ebene hat und deshalb per Verfassung als Teil der namibischen Kultur gesetzlich verankert ist. Etwa 20.000 Namibier (weniger als ein Prozent der Gesamtbevölkerung) geben Deutsch als ihre Muttersprache an.

##### Papua-Neuguinea
Der nördliche Teil des pazifischen Staates Papua-Neuguinea war unter dem Namen Deutsch-Neuguinea von 1884 bis 1914 deutsche Kolonie. Zwar wurden die meisten Kolonisten aus dem Deutschen Kaiserreich 1915 von australischen Truppen vertrieben, die Nationalsprache Tok Pisin ist allerdings durch die deutsche Sprache beeinflusst worden. Weitere Amtssprachen sind die neue Kolonialsprache Englisch und Hiri Motu. Als Muttersprache wird die deutsche Sprache lediglich von etwa 100 zumeist älteren Menschen gesprochen. Die hier gesprochene lokale Varietät nennt sich Unserdeutsch.

##### Paraguay
In Paraguay haben laut Ethnologue 166.000 Personen Standarddeutsch als Muttersprache, darunter 19.000, die Standarddeutsch und Plautdietsch zusammen als Muttersprache haben. Hinzu kommen weitere 19.000 Personen, deren Muttersprache allein Plautdietsch ist.
Eine wichtige Gruppe unter den deutschsprachigen Einwohnern Paraguays sind die deutschsprachigen Mennoniten, die seit 1927 meist aus Russland eingewandert sind. Durch weitere Zuwanderung aus den Vereinigten Staaten, Kanada und Mexiko beläuft sich ihre Anzahl inzwischen auf 45.000–50.000 Personen. Sie leben vor allem im Nordwesten des Landes und im Chaco, wo sie eine zahlenmäßig unbedeutende, aber mit großer Wirtschaftskraft und bestimmten Privilegien ausgestattete Minderheit bilden. Sie sprechen meist den niederdeutschen Dialekt Plautdietsch. Dennoch spielt das Hochdeutsche in den mennonitischen Kolonien eine signifikante Rolle: insbesondere als Kirchen-, Schul- und Verwaltungssprache sowie als Sprache der Medien.

5 bis 7 % der paraguayischen Bevölkerung sind Einwanderer deutscher Herkunft. Die Volkszählung im Jahr 2002 belegt 1838 (≈ 0,035 % der Bevölkerung) in Paraguay lebende Personen, die in Deutschland geboren sind. In der Regierungszeit des deutschstämmigen Diktators Alfredo Stroessner, der in den Jahren 1954 bis 1989 das Amt des Staatspräsidenten innehatte, sind zehntausende aus Brasilien stammende Deutschbrasilianer eingewandert. Allein in den Jahren 1973/74 waren es 42.000, vor allem in die Departements Alto Paraná, Caazapá, Itapua, Canendiyú, Caaguazú und San Pedro. Allein in diesen Departements leben heute weit über 100.000 Deutschbrasilianer in 9 Groß- und 45 Randsiedlungen. Ein weiteres Zentrum der Einwanderung liegt um Hohenau herum mit mindestens 30.000–35.000 Deutschbrasilianern. Seit dem Sturz Stroessners im Februar 1989 kamen weitere 150.000 Deutschstämmige aus Südbrasilien dazu. An der argentinischen Grenze wohnen auch viele polnisch- und ukrainischstämmige Menschen.

##### Vereinigte Staaten
Heute wird Deutsch in den Vereinigten Staaten von Amerika von etwa 1,5 Millionen Menschen gesprochen.
Einer Hochrechnung des U.S. Census Bureau auf der Grundlage des American Community Survey von 2007 zufolge ist es Heimsprache von 1.104.354 Einwohnern der Vereinigten Staaten und liegt damit an siebter Stelle unter den meistgesprochenen Sprachen.
Dass Hochdeutsch beinahe Amtssprache der Vereinigten Staaten geworden wäre, ist ein Gerücht, das auf eine Fehlinterpretation zurückzuführen ist (Muhlenberg-Legende). Tatsächlich bezog sich dieses Gerücht auf den gescheiterten Versuch, Gesetzestexte im Staat Virginia in Zukunft auch auf Deutsch veröffentlichen zu lassen.
Allerdings stellen die Deutschen wohl insgesamt, je nach Rechnungsweise, die zahlenmäßig bedeutendste oder zweit-bedeutendste Gruppe von Vorfahren der heutigen Bevölkerung der USA dar, um den ersten Platz mit Nachfahren von Einwanderern von den britischen Inseln (Engländern, Schotten, Kymren, Iren – je nachdem, ob diese zusammengerechnet werden, oder nicht, und wer als Deutscher gilt; siehe Census) konkurrierend.

### Deutsch als Fremdsprache
Die Bezifferung der Fremdsprachler der deutschen Sprache weltweit beruht auf sehr vagen Schätzungen. Die mit gut 16 Millionen geringste genannte Anzahl basiert auf einer Erhebung der Ständigen Arbeitsgruppe Deutsch als Fremdsprache des Auswärtigen Amtes der Bundesrepublik Deutschland und des Goethe-Instituts aus dem Jahr 2005 (die Erhebung aus dem Jahr 2000 bezifferte die Zahl der Deutschlerner weltweit noch auf gut 20 Millionen), ist aber in der Aussage, alle Menschen zu erfassen, die Deutsch als Fremdsprache beherrschen, ebenso unrealistisch wie entgegengesetzte Extremzahlen von mehreren 100 Millionen. Die von der Ständigen Arbeitsgruppe Deutsch als Fremdsprache genannte Zahl ist allenfalls geeignet, die Anzahl derjenigen zu beziffern, die Deutsch im Ausland in erfassten Bildungseinrichtungen als Fremdsprache erlernen und schließt mithin nicht diejenigen ein, die auf anderem Wege – z. B. durch „direkte Berührung“ in den deutschsprachigen Ländern und angrenzenden Regionen (u. a. Gastarbeiter) oder durch Kurse (Universitäten, Volkshochschulen usw.) – die deutsche Sprache erlernt haben.
Allein schon für den Bereich der Europäischen Union wurde im Mai bis Juni des Jahres 2005 durch das Eurobarometer eine Anzahl von rund 55 Millionen EU-Bürgern (12 Prozent) ermittelt, die Deutsch als Fremdsprache beherrschen, darunter rund 6 Millionen in Deutschland, in einer zweiten Erhebung des Eurobarometers von November bis Dezember 2005 sind es 14 Prozent (siehe auch Kurzfassung in Amtssprachen der Europäischen Union). Unter Berücksichtigung einer Gesamtbandbreite aus Standardabweichung und Wahrscheinlichkeit ist von einer Anzahl zwischen 50 und 60 Millionen innerhalb der EU auszugehen. Nicht inbegriffen in diese Zahl sind unter anderen die Fremdsprachler der deutschen Sprache in der Schweiz (mehr als 2 Millionen), in Russland (nach Schätzungen könnten es 10 Millionen oder mehr sein, nach Angabe der Ständigen Arbeitsgruppe Deutsch als Fremdsprache: knapp 5 Millionen), in Ländern außerhalb der EU, in denen ehemalige Gastarbeiter und ihre Familien leben (Türkei, Ex-Jugoslawien).
Deutsch wird in vielen Ländern als Fremdsprache gelehrt. Die Lehr- und Lernmittel enthalten das Standarddeutsch der Schweiz, Österreichs oder Deutschlands.
In Europa ist die deutsche Sprache nach Englisch und Russisch als Fremdsprache am weitesten verbreitet. Besonders häufig wird Deutsch als Fremdsprache in den Niederlanden, in Belgien, Skandinavien, Russland, im Baltikum, in Slowenien, Kroatien, Polen, Bosnien und Herzegowina, im Elsass, in der frankophonen sowie in der italienischsprachigen Schweiz, in Serbien, Montenegro, Ungarn, der Slowakei, Tschechien, Nordmazedonien, Belarus und Bulgarien gewählt. In einigen dieser Länder und Regionen ist Deutsch in der Schule die erste Fremdsprache; es steht damit noch vor dem Englischen. Auch in Japan lernt man häufig Deutsch. In anderen Ländern, so in Frankreich (rund vier Millionen nach Eurobarometer, die Deutsch als Fremdsprache beherrschen) und den Vereinigten Staaten, wo nach einer Gallup-Studie aus dem Jahre 2001 rund 7,5 Millionen Amerikaner Deutsch als Fremdsprache beherrschen, verliert Deutsch zunehmend an Bedeutung gegenüber Spanisch. In Ostasien (Japan) wurde im 19. und 20. Jahrhundert Deutsch als Medizinsprache verwendet (anstelle von Latein).
Deutsch war im Jahr 2002 die nach Englisch am meisten verwendete Sprache im Internet (gefolgt von Französisch, Japanisch, Spanisch und Chinesisch). Etwa 7,7 Prozent aller Seiten im Internet waren damals auf Deutsch (Internetseiten auf Englisch: etwa 50 %). Für 2007 werden etwa 5,9 % für das Deutsche angegeben (45 % für das Englische, 4,4 % für Französisch). W3Techs erhebt im Jahr 2024 auf 5,4 % der Websites Deutsch als Sprache (49,9 % Englisch, 5,8 % Spanisch).
Nach einer Erhebung der Ständigen Arbeitsgruppe Deutsch als Fremdsprache, der u. a. das Auswärtige Amt und das Goethe-Institut angehören, gab es 2000 die meisten Deutschlerner in:
- Russland: 4.657.500 (3,26 %) (nach Schätzungen bis über 10 Millionen)
- Polen: 2.202.708 (5,70 %) (nach Eurobarometer rund 7 Millionen)
- Frankreich: 1.603.813 (2,52 %) (nach Eurobarometer rund 4 Millionen)
- Tschechien: 799.071 (7,80 %) (nach Eurobarometer rund 3 Millionen)
- der Ukraine: 629.742
- Ungarn: 629.472 (nach Eurobarometer rund 3,5 Millionen)
- Kasachstan: 629.874
- den Niederlanden: 591.190
- den Vereinigten Staaten: 551.274 (nach einer Gallup-Studie rund 7,5 Millionen)

Für Kamerun wird die Anzahl der Deutschlerner nach einem Bericht der Deutschen Welle mit rund 200.000 angegeben. Insgesamt sprechen in Kamerun 300.000 Menschen Deutsch als Fremdsprache.
In Usbekistan erlernen gut 50 Prozent der rund 1,2 Millionen Schüler des Landes Deutsch, die Maximalangabe liegt bei 750.000.
Nach Darstellung der Eurobarometer-Umfrage 2012 ist unter den Europäern Deutsch zusammen mit Französisch die am zweithäufigsten gesprochene Fremdsprache. Mehr als jeder dritte Europäer spricht Englisch (38 %) und jeder achte Deutsch (12 %) als Fremdsprache. Vor allem in den Niederlanden, der Slowakei, Belgien, Dänemark, Schweden, Kroatien und Slowenien ist die Kenntnis der deutschen Sprache weit verbreitet; in diesen Ländern liegt der Anteil der Bevölkerung mit Deutschkenntnissen zwischen 20 und rund 71 Prozent.

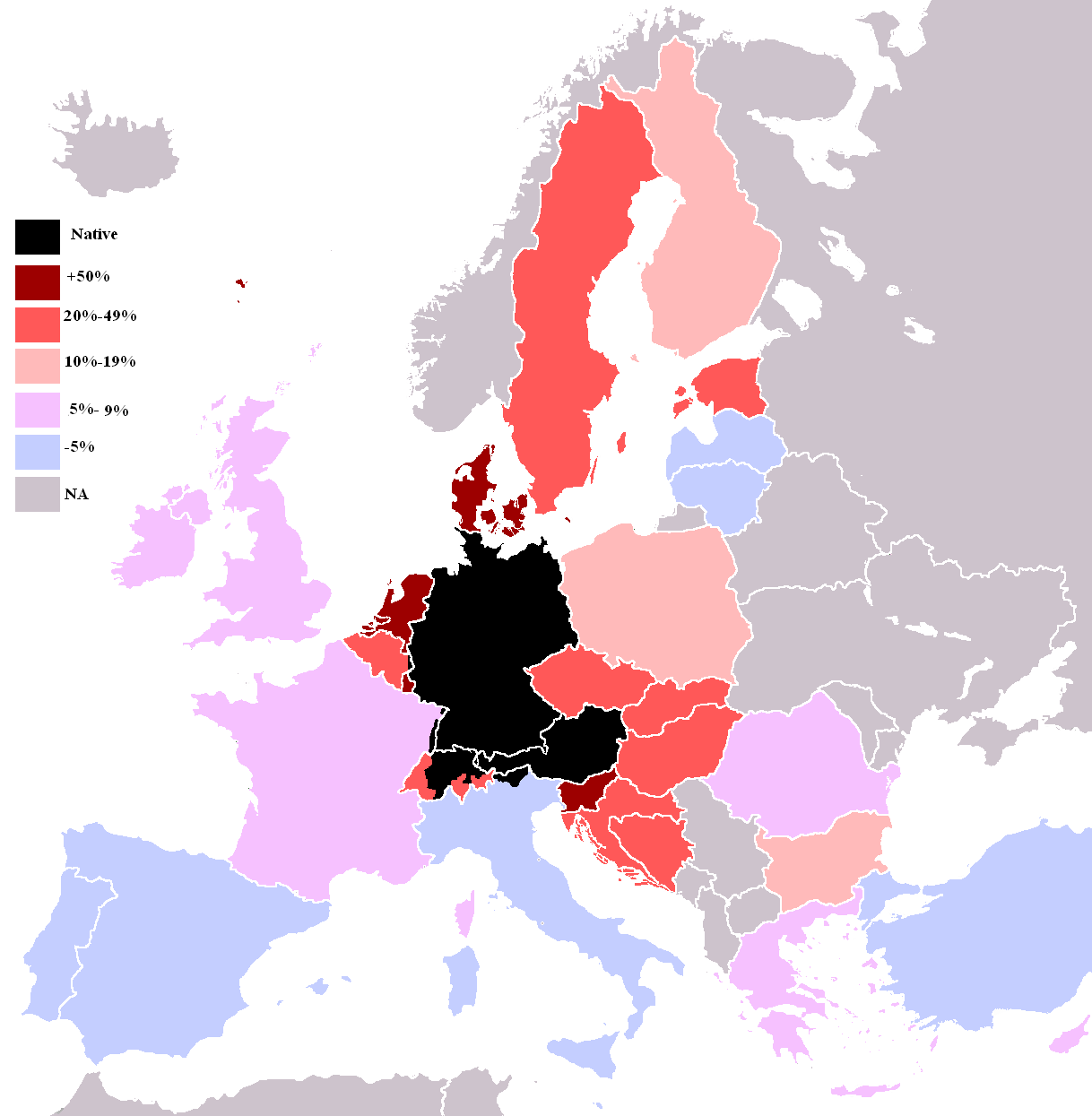
Kenntnisse der deutschen Sprache in den Ländern der Europäischen Union, einigen ihrer Beitrittskandidaten und der Schweiz und Liechtenstein laut einer Studie von Eurobarometer aus dem Jahr 2006

Im Einzelnen sprachen 2012 nach dieser Angabe Deutsch als Fremdsprache:
- in den Niederlanden rund 12,5 Millionen (71 Prozent)
- in Dänemark rund 2,5 Millionen (47 Prozent)
- in Slowenien knapp eine Million (42 Prozent)
- in Kroatien rund 1,5 Millionen (33 Prozent) (2006)
- in Schweden rund 2,5 Millionen (26 Prozent)
- in der Slowakei eine Million (22 Prozent)
- in Belgien rund 2,5 Millionen (22 Prozent)
- in Polen rund 7 Millionen (19 Prozent)
- in Estland rund 0,2 Millionen (18 Prozent)
- in Finnland knapp eine Million (17 Prozent)
- in Ungarn rund 1,5 Millionen (16 Prozent)
- in Tschechien rund 1,5 Millionen (15 Prozent)
- in Litauen 0,4 Millionen (14 Prozent)
- in Deutschland rund 8 Millionen (10 Prozent)
- in Bulgarien rund 0,6 Millionen (8 Prozent)
- in Frankreich rund 4 Millionen (6 Prozent)
- im Vereinigten Königreich knapp 4 Millionen (6 Prozent)
- in Griechenland rund 0,6 Millionen (5 Prozent)
- in der Türkei rund 3 Millionen (4 Prozent) (2006)
- in Italien rund 2,5 Millionen (4 Prozent) (2006)

### Deutsch in internationalen Organisationen

#### Europäische Union
Deutsch ist eine von 24 Amtssprachen der Europäischen Union und neben Englisch und Französisch auch Arbeitssprache der Europäischen Union. Deutsch ist die meistgesprochene Muttersprache in der Europäischen Union und knapp nach Englisch und mit Abstand vor Französisch zweitmeistgesprochene Sprache (Mutter- und Fremdsprachler) der Europäischen Union. Allerdings verfügen weniger als 20 Prozent der Bediensteten der Europäischen Kommission über Deutschkenntnisse und de facto erschöpft sich der Status als Arbeitssprache in der Vorlage von Texten für die abschließenden Beratungen.

#### Vereinte Nationen
In der UNO ist Deutsch keine Amts- respektive Arbeitssprache. Eine Sonderstellung gegenüber den anderen Nicht-Amtssprachen besteht darin, dass seit 1975 der Deutsche Übersetzungsdienst der Vereinten Nationen für wichtige offizielle Dokumente deutsche Versionen erstellt. Finanziert wird der Dienst, der in das UN-Sekretariat eingegliedert ist, von einem Treuhandfonds, den Deutschland, Liechtenstein, Österreich und die Schweiz mit Beiträgen fördern.
Die Weltorganisation für geistiges Eigentum, eine Behörde der Vereinten Nationen, verwaltet den Vertrag über die Internationale Zusammenarbeit auf dem Gebiet des Patentwesens, kurz PCT genannt. Im Rahmen des PCT ist Deutsch, neben Arabisch, Chinesisch, Englisch, Französisch, Japanisch, Koreanisch, Portugiesisch, Russisch und Spanisch, eine der Sprachen, in der Patentanmeldungen eingereicht werden können.

#### Internationale Institutionen
Zu den wichtigsten internationalen Institutionen (außerhalb der EU), welche Deutsch zu ihren offiziellen Sprachen zählen, gehören unter anderem:
- Europäische Patentorganisation – EPO
- Europäische Weltraumorganisation – ESA
- Organisation für Sicherheit und Zusammenarbeit in Europa – OSZE
- Reporter ohne Grenzen – ROG
- World Association of Newspapers – WAN
- Zahlreiche europäische und globale Sportverbände, z. B.:
  - Europäische Handballföderation – EHF
  - Fédération Internationale de Basketball – FIBA
  - Fédération Internationale de Bobsleigh et de Tobogganing – FIBT
  - Fédération Internationale de Football Association – FIFA
  - Fédération Internationale de Gymnastique – FIG
  - Fédération Internationale de Luge de Course – FIL
  - Fédération Internationale de Ski – FIS
  - Internationale Biathlon-Union – IBU
  - Union of European Football Associations – UEFA

## Sprachstruktur

### Alphabet
Das deutsche Alphabet ist diejenige Variante des lateinischen Alphabets, die zur Schreibung der deutschen Sprache verwendet wird. Im heutigen standardisierten Gebrauch umfasst es die 26 Grundbuchstaben des lateinischen Alphabets zuzüglich der drei Umlaute (Ä, Ö, Ü). In Deutschland, Österreich und Luxemburg sowie den deutschsprachigen Minderheiten in Belgien, Dänemark (Nordschleswig), Italien (Südtirol) und Polen (Oberschlesien) kommt das Eszett (ß) (auch „scharfes S“ genannt) hinzu, in der Schweiz und in Liechtenstein jedoch nicht mehr.

### Grammatik
Die deutsche Sprache hat im Vergleich mit anderen germanischen Sprachen ein reiches System von Wortformen (Flexion) bewahrt, in einem Ausmaß wie sonst nur das Isländische. Deutsch unterscheidet drei Genera (grammatische Geschlechter) bei Substantiven, mit denen die Formen der begleitenden Artikel und Adjektive übereinstimmen müssen, ferner bei diesen drei Wortarten vier Kasus und zwei Numeri (Singular und Plural). Ungewöhnlich ist die zusätzliche „stark/schwach“-Flexion der Adjektive, die davon abhängt, welche Art von Artikel vorausgeht. Deutsch markiert Formen für Tempus, Person und Modus am Verb und nutzt Hilfsverben zum Ausdruck weiterer grammatischer Kategorien. Verben erscheinen mit einem reichen System an Präfixen, Partikeln und anderen Elementen, die zusammengesetzte Verben ergeben. Typisch für das Deutsche ist auch eine hohe Anzahl von Präpositionen und ein reiches Inventar an Abtönungspartikeln (halt, eben, eh) und an Komposita.

### Erbwörter, Lehnwörter und Fremdwörter
Erbwörter sind diejenigen Lexeme, die seit der Zeit des Protogermanischen ununterbrochen Teil des Wortschatzes derjenigen germanischen Varietäten gewesen sind, aus denen sich das heutige Deutsche entwickelt hat. Einen großen Teil dieser Wörter hatte das Protogermanische seinerseits aus dem Protoindogermanischen/Protoindoeuropäischen ererbt.
Zu den Erbwörtern gehören Wörter wie zwei, Zaun, hundert, Liebe, Zahn oder Vieh. Lehn- und Fremdwörter entstammen nicht dem germanischen Grundstock, sondern sind in die deutsche Sprache gelangt. Die meisten dieser Wörter stammen aus anderen indogermanischen/indoeuropäischen Sprachen. Dabei sind Fremdwörter im Gegensatz zu Lehnwörtern an der Betonung, der Schreibweise oder der Aussprache als „fremd“ erkennbar. Beispiele für Lehnwörter aus dem Lateinischen sind Fenster, Wein, Straße, Ziegel oder Rettich, während Pfaffe, Kirche, Graf, Meter und Thron altgriechischen Ursprungs sind. Einige Lehnwörter hat das Deutsche aus dem Hebräischen übernommen, wie z. B. dufte (aus טוֹב ‚gut‘) oder Pleite (aus פלטה ‚Flucht‘).
Fremdwörter altgriechischer Herkunft sind Biologie, Theologie, Mathematik, Apotheke, Arktis, Historie, Chronometer, Demokratie oder Arithmetik. Fremdwörter italienischer Herkunft sind beispielsweise Bilanz und Melone; aus dem Französischen stammen Garderobe, Toilette und Pissoir.
Die allermeisten Lehn- und Fremdwörter in der deutschen Sprache sind ihrerseits indogermanischen Ursprungs. So gehen Bruch und Fraktur auf ein und dasselbe indogermanische Wort zurück. Während Bruch ein germanisches Erbwort ist, entstammt Fraktur (oder Fraktion sowie Fragment) dem Lateinischen. Ähnlich verhält es sich mit dem Erbwort Joch und dem indischen Fremdwort Yoga.

## Bewertungsfragen

### Deutsch als Amtssprache
Englisch ist keine offizielle Amtssprache in Deutschland. Im Dezember 2014 forderte der Europapolitiker Alexander Graf Lambsdorff, neben Deutsch die englische Sprache als Verwaltungs- und später als Amtssprache zuzulassen, um die Bedingungen für qualifizierte Zuwanderer zu verbessern, den Fachkräftemangel abzuwenden und Investitionen zu erleichtern. In mehreren Städten und Bundesländern gibt es bereits Angebote in englischer Sprache, teils wurde sie auch zur offiziellen Verwaltungssprache erhoben, im Jahr 2015 etwa in Düsseldorf. Die Zugänglichkeit für z. B. Expats und internationale Wissenschaftler auf dem deutschen Arbeitsmarkt soll damit erhöht werden; diese Arbeitskräfte haben meist hohe Einkommen und würden sich eher entscheiden, in Deutschland zu bleiben, wenn sie die Behörden besser verstehen und nutzen können, um später die deutsche Sprache zu erlernen.
Einer repräsentativen YouGov-Umfrage aus dem Jahr 2013 zufolge würden es 59 Prozent der Deutschen begrüßen, wenn die englische Sprache in der gesamten Europäischen Union den Status einer Amtssprache erlangen würde.
Ein Arbeitgeber kann von einem ausländischen Arbeitnehmer verlangen, dass dieser seine Arbeitsleistung in deutscher Sprache erbringt und nach auf Deutsch abgefassten Arbeitsanweisungen arbeitet.

### Vermeidung der deutschen Sprache
Im Zuge der Globalisierung besteht ein Trend darin, die Verwendung der deutschen Sprache im deutschen Sprachraum zu vermeiden. Dies trifft nicht nur auf Formen der mündlichen oder schriftlichen Kommunikation zu, bei denen einer der Beteiligten die deutsche Sprache nicht (hinreichend) beherrscht bzw. bei denen das von vornherein vermutet wird, sondern auch auf Situationen, in denen der Adressat der Kommunikation des Deutschen mächtig ist. Das trifft auf genormte Situationen wie den Funkverkehr in der Luftfahrt zu, aber auch auf weite Bereiche der Kulturwirtschaft. Lange Zeit war es z. B. in Deutschland verpönt, Lieder, die nicht den Genres Schlager oder Volksmusik angehören sollten, auf Deutsch zu singen.
Einen Sonderfall stellen Opfer des Nationalsozialismus dar, die sich weigern, Deutsch zu sprechen oder zu schreiben, selbst wenn sie diese Sprache in ihrer Kindheit oder Jugend erlernt haben. Deutsch sei eine Sprache, die lange Zeit eher „gebellt“ als gesprochen worden sei. „Ganz Europa hat das deutsche Gebell gehört, es hat sich tief in das Gedächtnis der Völker eingegraben“, meint Jürgen Trabant.

### „Schutz“ der deutschen Sprache
Eine aktive Sprachpolitik, wie sie unter anderem in Frankreich und Island betrieben wird, um eine Anreicherung der Sprache mit Anglizismen zu unterbinden, findet in Deutschland seit Mitte des 20. Jahrhunderts nicht mehr statt. Gleichwohl gibt es auch heute noch im deutschen Sprachraum Sprachpfleger, die sich bemühen, die deutsche Sprache vor „Sprachpanschern“ zu schützen.
Für die Pflege der deutschen Sprache im Ausland setzen sich das Goethe-Institut, die Zentralstelle für das Auslandsschulwesen und der Deutsche Akademische Austauschdienst (DAAD) ein. Klaus-Dieter Lehmann sorgte sich als Präsident des Goethe-Instituts speziell um Deutsch als Wissenschaftssprache. Mehr als 90 Prozent der wissenschaftlichen Publikationen entfielen auf die englische Sprache. Wissenschaftliche Beschreibungen arbeiteten häufig mit Bildern und Metaphern aus dem Alltag. Werde diese Verbindung im Deutschen gekappt, sei die Wissensteilhabe von Deutsch Sprechenden und ihr Umgang mit wissenschaftlichen Erkenntnissen gefährdet, was zu schnell schwindender Legitimation der Wissenschaft führen könne. Auch beklagte Lehmann, dass der schulische Deutschunterricht hierzulande derzeit reduziert statt erweitert wird. Die deutsche Sprache werde „mit ihren kulturellen und literarischen Bezügen eher zum Werkzeug einer Verkehrssprache degradiert.“

## Sprachbeispiel
Allgemeine Erklärung der Menschenrechte:

„Artikel 1: Alle Menschen sind frei und gleich an Würde und Rechten geboren. Sie sind mit Vernunft und Gewissen begabt und sollen einander im Geist der Brüderlichkeit begegnen.“
Musikbeispiel aus dem Jahr 2020, Duo Systemabsturz:

„Ich habe noch nie ein’n Wikipedia-Eintrag verfasst,“ … „Wir ham das Internet geschaffn, das wir nie wollt’n“ …

## Textsammlungen
Beim Projekt Gutenberg-DE gibt es Texte von über 1000 Autoren. Wikisource enthält mehr als 9300 deutschsprachige Werke.